# Kirchenbezirk Schwäbisch Hall
Der Evangelische Kirchenbezirk Schwäbisch Hall ist einer von 43 Kirchenbezirken bzw. Kirchenkreisen der Evangelischen Landeskirche in Württemberg. Sein Gebiet ist deckungsgleich mit dem Dekanat Schwäbisch Hall.

## Geographie
Der Kirchenbezirk Schwäbisch Hall liegt im Norden der württembergischen Landeskirche. Sein Gebiet umfasst den Südwesten des Landkreises Schwäbisch Hall, also das Gebiet der politischen Städte und Gemeinden Braunsbach (nur teilweise), Ilshofen (ohne Stadtteil Ruppertshofen), Mainhardt, Michelfeld, Rosengarten, Schwäbisch Hall, Untermünkheim, Vellberg und Wolpertshausen.

### Nachbarkirchenbezirke
Der Kirchenbezirk Schwäbisch Hall grenzt an folgende Kirchenbezirke, die alle zur Prälatur Heilbronn gehören (im Uhrzeigersinn beginnend im Norden): Künzelsau, Crailsheim-Blaufelden, Gaildorf, Backnang, Weinsberg-Neuenstadt und Öhringen.

## Geschichte

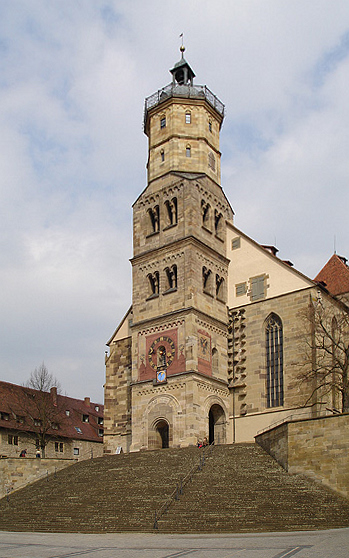
St. Michael, eine gotische Hallenkirche mit romanischem Turm

Das Gebiet des heutigen Dekanats bzw. Kirchenbezirks Schwäbisch Hall gehörte vor 1803 überwiegend zur Reichsstadt Hall. Diese führte 1522 die Reformation ein, so dass das Gebiet überwiegend evangelisch geprägt ist. Der Prediger an St. Michael war zugleich Dekan der Reichsstadt. Kleinere Gebiete waren auch hohenlohisch, ansbachisch oder gehörten zu kleineren Herrschaften. Auch diese Landesherren führten früh die Reformation ein. Nach dem Übergang an Württemberg 1802 wurde die Stadt ab 1803 Sitz eines württembergischen Dekanats, das zunächst zum Generalat Schwäbisch Hall gehörte. Nach dessen Auflösung 1913 kam es zum Generalat Heilbronn, aus der die heutige Prälatur Heilbronn hervorging.
Infolge der Auflösung einiger Kreise bzw. Oberämter in Württemberg 1939 wurden auch die kirchlichen Verwaltungsbezirke teilweise neu gegliedert. So wurden mit Wirkung vom 1. April 1939 die Kirchengemeinden Gnadental und Neunkirchen vom Kirchenbezirk Öhringen sowie die Kirchengemeinde Mainhardt vom Kirchenbezirk Weinsberg in den Kirchenbezirk Schwäbisch Hall umgegliedert.
Der Kirchenbezirk wird zum 1. Januar 2025 mit dem Kirchenbezirk Gaildorf fusionieren.

## Leitung des Kirchenbezirks
Die Leitung des Kirchenbezirks obliegt der Bezirkssynode, dem Kirchenbezirksausschuss (KBA) und dem Dekan. Derzeitiger Dekan ist seit 2022 Christof Messerschmidt, der zugleich Pfarrer auf der 1. Pfarrstelle an St. Michael und St. Katharina in Schwäbisch Hall ist.

### Dekane des Kirchenbezirks Schwäbisch Hall seit 1803
- 1803–1812 Johann Christian Friedrich Dötschmann; bereits ab 1789 Prediger und Superintendent in Hall
- 1812–1830 Franz Christian Neuffer
- 1830–1853 Christian Ludwig Eytel
- 1853–1877 Dr. Wilhelm Ludwig Wullen
- 1878–1882 D. Karl Rudolf von Schmid (1828–1907)
- 1882–1891 Oskar Achilles von Schwarzkopf (1838–1903)
- 1891–1913 Christian Friedrich Lang (1841–1913)
- 1913–1920 D. Gustav Groß (1864–1943) (1920 war Eugen Majer Dekanatsverweser)
- 1920–1929 Johann Georg Horn (1858–1936)
- 1929–1934 Paul Metzger (1869–1937)
- 1935–1951 Hermann Roller (1889–1958)
- 1951–1965 Julius Eichler (1900–1977)
- 1965–1973 Karl Friz (1907–1998)
- 1973–1992 Ernst Brennberger (1927–1996)
- 1992–1999 Paul Dieterich (* 1941)
- 2000–2011 Richard Haug (* 1948)
- 2011–2022 Anne-Kathrin Kruse
- ab 2022 Christof Messerschmidt

## Kirchengemeinden
Im Kirchenbezirk Schwäbisch Hall gibt es insgesamt 39 Kirchengemeinden. Davon haben sich mehrere Kirchengemeinden zu Gesamtkirchengemeinden zusammengeschlossen, bleiben aber weiterhin selbständige Körperschaften des öffentlichen Rechts. Die jeweils in Klammern hinter dem Namen der Kirchengemeinde angegebenen Gemeindegliederzahlen beziehen sich auf das Jahr 2005 und sind gerundet.
Bis 31. Dezember 2006 gehörte auch die Kirchengemeinde Untersontheim zum Kirchenbezirk Schwäbisch Hall. Diese wechselte zum 1. Januar 2007 zum Kirchenbezirk Gaildorf.
Das Gebiet des Kirchenbezirks Schwäbisch Hall gehörte überwiegend zur Reichsstadt Schwäbisch Hall, welche ab 1522 die Reformation einführte. Daher ist das Gebiet überwiegend evangelisch geprägt. Es gibt daher fast in jedem Dorf auch eine evangelische Kirchengemeinde und eine meist alte Kirche. In den meisten Orten zogen Katholiken überwiegend erst nach dem Zweiten Weltkrieg zu.

### Kirchengemeinde Bibersfeld
Die Kirchengemeinde Bibersfeld (ca. 1.200) umfasst den Stadtteil Bibersfeld mit den zugehörigen Weilern (ohne Sittenhardt) der Stadt Schwäbisch Hall sowie den Weiler Raibach der Gemeinde Rosengarten. Der zu Bibersfeld gehörige Weiler Starkholzbach wurde erst mit Wirkung vom 11. November 2007 von der Kirchengemeinde Michelfeld in die Kirchengemeinde Bibersfeld umgegliedert. Ferner gehörte der Weiler Wielandsweiler bis 1947 teilweise zur Nachbarkirchengemeinde Rieden und wurde durch Bekanntmachung vom 7. März 1947 ganz der Kirchengemeinde Bibersfeld zugeordnet.
Die 1397 erwähnte Margarethenkapelle im Dorfkern von Bibersfeld gehörte als Filiale zu Westheim. 1453 wurde sie eigene Pfarrei. Das Patronat hatte das Kloster Murrhardt. Nach der Reformation fiel es an Württemberg, das es gemeinsam mit der Reichsstadt Schwäbisch Hall ausübte. Die heutige Kirche wurde 1869 im neugotischen Stil erbaut. Dabei wurde der Turm der Vorgängerkirche beibehalten. 1995 erhielt die Gemeinde ein Gemeindehaus.

### Gesamtkirchengemeinde Braunsbach
Die Gesamtkirchengemeinde Braunsbach ist mit Wirkung vom 1. Januar 2011 aus den (Gesamt-)Kirchengemeinden Braunsbach, Döttingen-Steinkirchen, Orlach-Jungholzhausen und Geislingen entstanden.

#### Kirchengemeinde Braunsbach

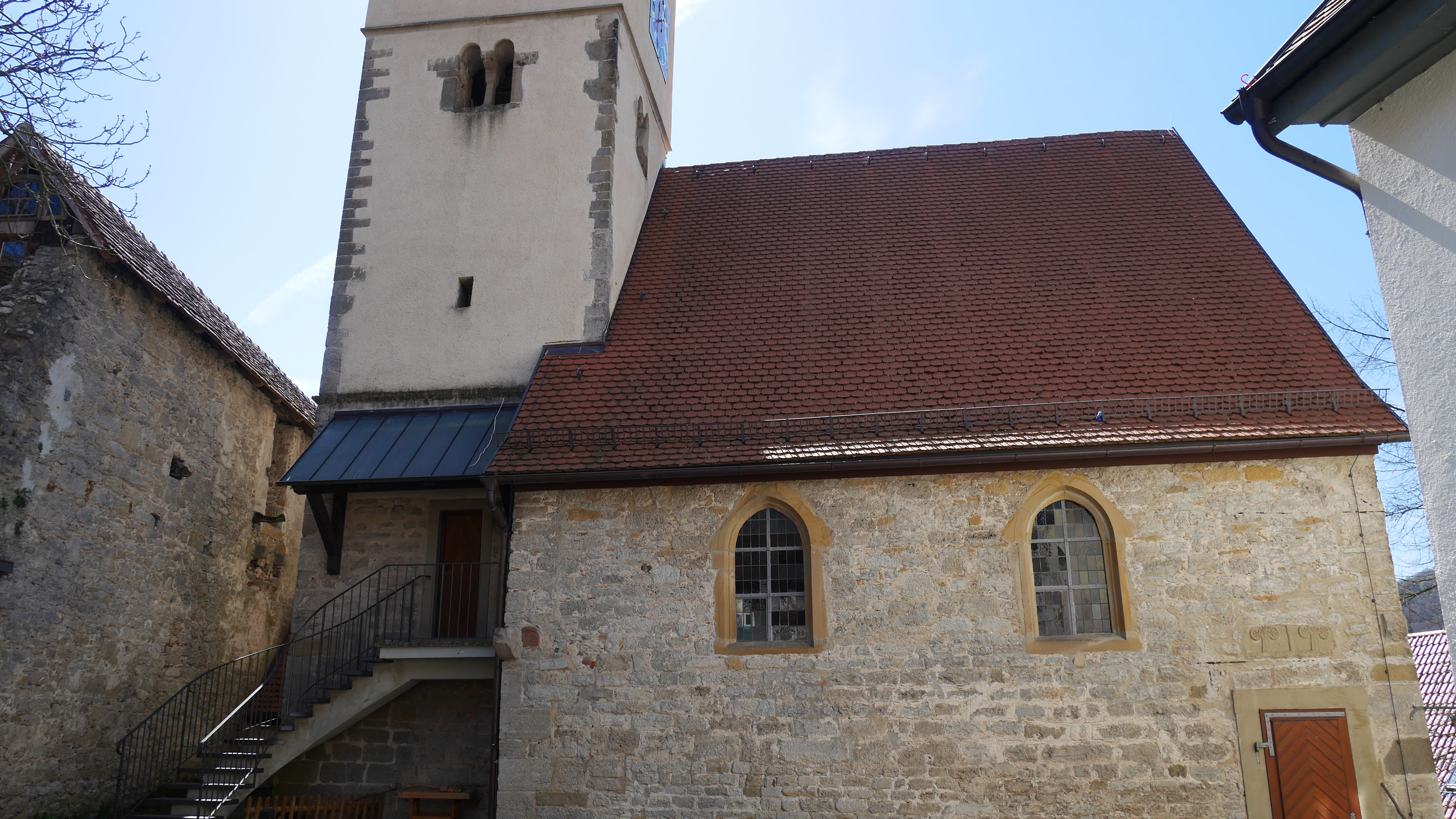
Evang. Kirche Braunsbach

Die Kirchengemeinde Braunsbach (ca. 530) umfasst den Kernort der Gemeinde Braunsbach. Der Ortsteil Geislingen am Kocher bildet eine eigene Kirchengemeinde. Der Ortsteil Arnsdorf gehört zur Nachbarkirchengemeinde Eschental (Kirchenbezirk Öhringen). Bis zum 1. April 1947 gehörte die Kirchengemeinde zum Kirchenbezirk Künzelsau.
Die Bonifatiuskirche wurde 1310 erstmals erwähnt, ist aber wohl älter. Sie stammt wahrscheinlich aus dem 12. Jahrhundert. Von der alten Kapelle ist der Turm mit seinem romanischen Chor und die Nordwand der Kirche erhalten. 1529 predigte hier der erst evangelische Pfarrer des Ortes. 1607 ließ Wolfgang von Crailsheim die alte romanische Kirche nach Südwesten hin im spätgotischen Stil erweitern.

#### Kirchengemeinde Döttingen

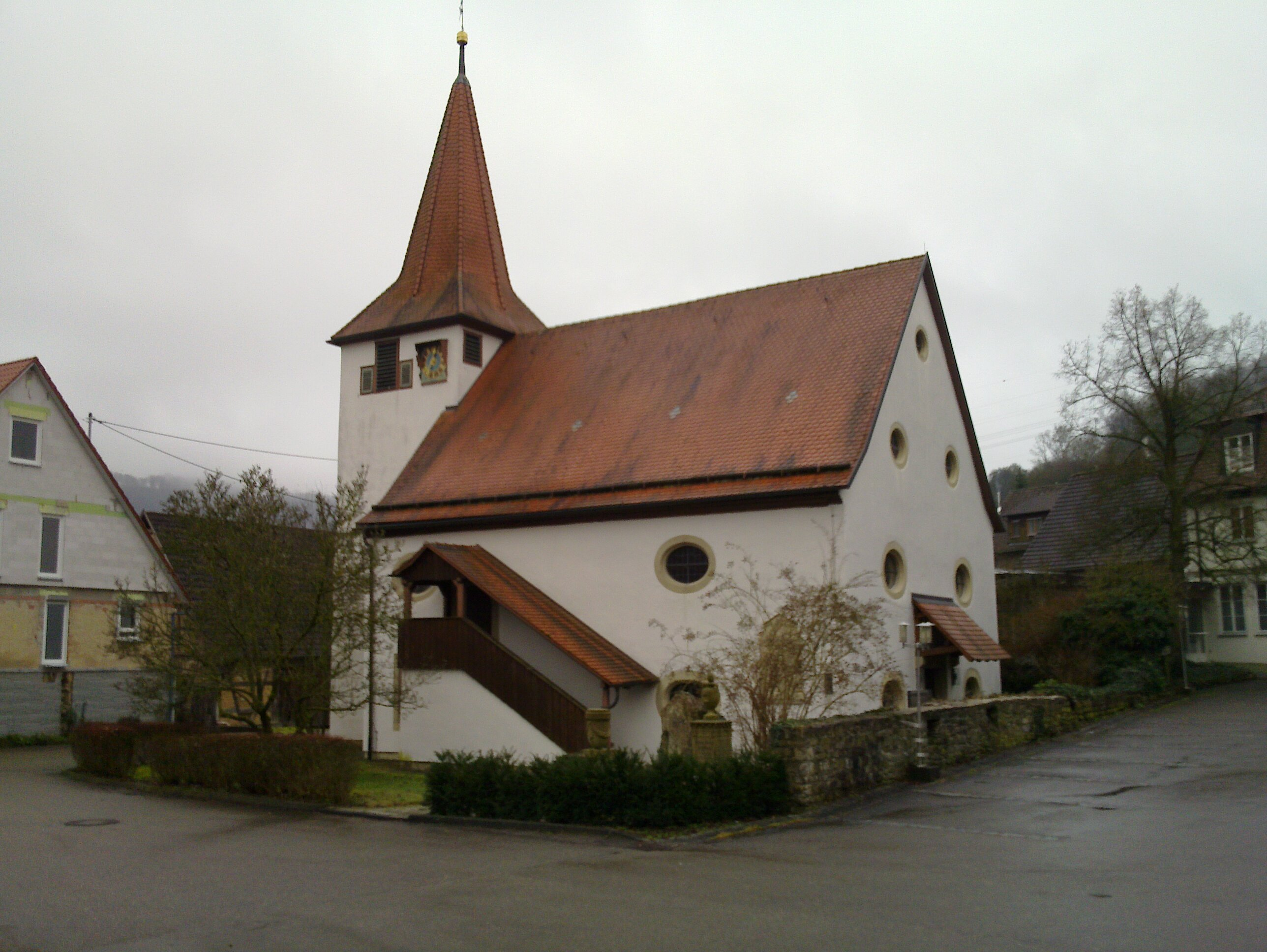
Evang. Kirche Döttingen

Die Kirchengemeinde Döttingen (ca. ) umfasst den Ortsteil Döttingen der Gemeinde Braunsbach. Eine Kirche St. Martin wird bereits 1307 erstmals erwähnt. Hohenlohe kaufte das Patronatsrecht und führte die Reformation ein. 1564 wurde die Pfarrei des benachbarten Dorfes Jungholzhausen eingegliedert. Dieser Ort wurde durch Bekanntmachung des Oberkirchenrats vom 15. August 1934 in den Kirchenbezirk Schwäbisch Hall umgegliedert und der Pfarrei Orlach (Gemeinde Braunsbach) zugeordnet.
Die heutige Pfarrkirche in Döttingen wurde 1783 als Saalbau neu erbaut. Die Pfarrei in Döttingen betreut auch die Nachbarkirchengemeinde Steinkirchen.

#### Ehemalige Gesamtkirchengemeinde Döttingen
Die 1972 bis 2010 bestehende Gesamtkirchengemeinde Döttingen (ca. 400) umfasste die Ortsteile Döttingen und Steinkirchen der Gemeinde Braunsbach. Sie wurde durch Bekanntmachung des Oberkirchenrats vom 31. Juli 1972 errichtet und bestand aus den beiden nachfolgenden Kirchengemeinden Döttingen und Steinkirchen. Das Kultusministerium hatte die Gesamtkirchengemeinde Döttingen mit Schreiben vom 12. Mai 1972 als Körperschaft des öffentlichen Rechts anerkannt.
Bereits bis 1934 gab es eine Gesamtkirchengemeinde Döttingen, bestehend aus den beiden Kirchengemeinden Döttingen und Jungholzhausen. Durch Bekanntmachung des Oberkirchenrats vom 15. August 1934 wurde die damalige Kirchengemeinde Jungholzhausen von der Gesamtkirchengemeinde Döttingen gelöst, in den Kirchenbezirk Schwäbisch Hall umgegliedert und der dortigen Pfarrei Orlach zugeordnet, mit deren Kirchengemeinde Jungholzhausen seither die neue Gesamtkirchengemeinde Orlach bildet.
Mit Wirkung vom 1. Januar 2011 wechselte die Gesamtkirchengemeinde in den Kirchenbezirk Schwäbisch Hall und bildete dort zusammen mit den anderen Braunsbacher Kirchengemeinden die neue Gesamtkirchengemeinde Braunsbach.

#### Kirchengemeinde Steinkirchen

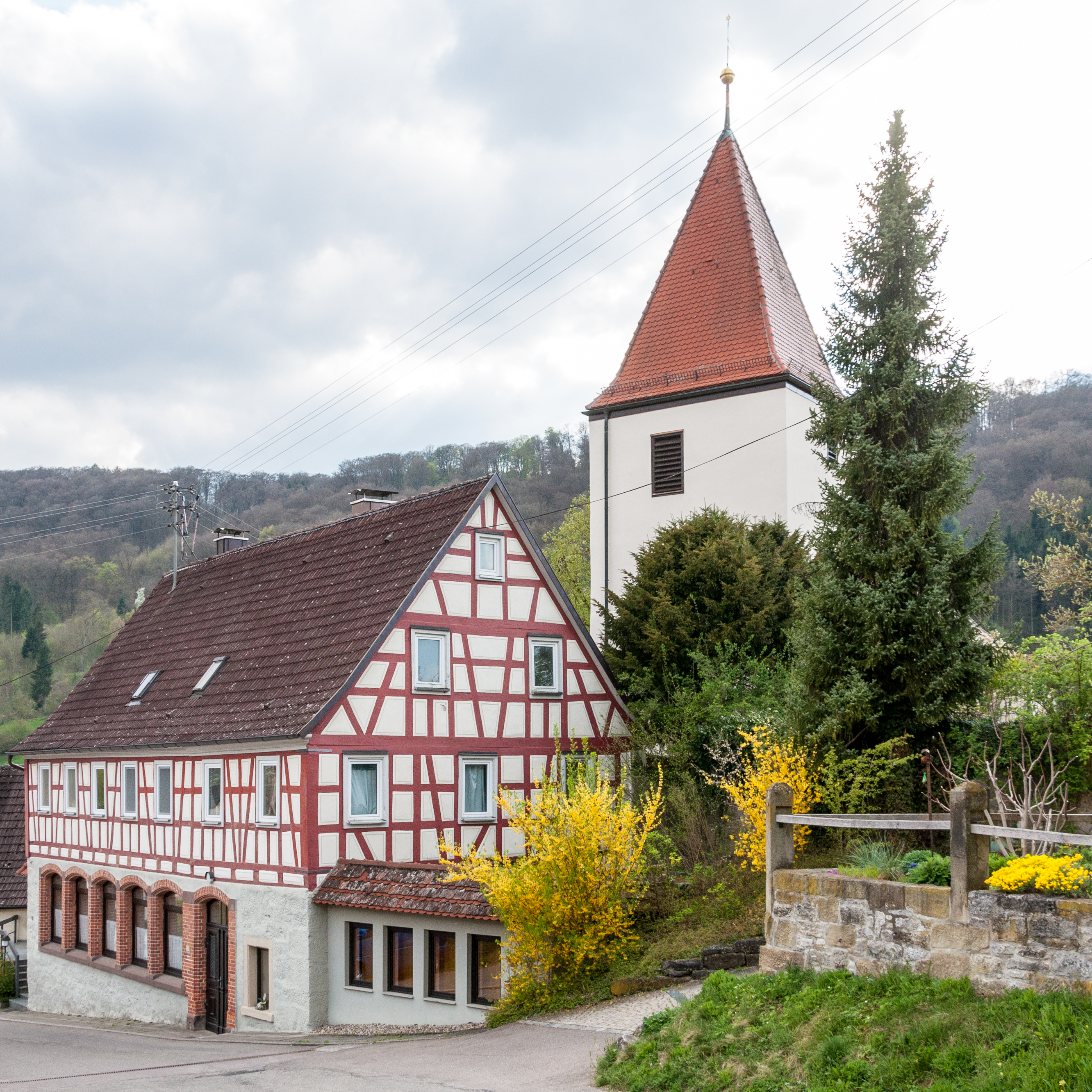
Evang. Kirche Steinkirchen

Die Kirchengemeinde Steinkirchen (ca. ) umfasst den Ortsteil Steinkirchen der Gemeinde Braunsbach. Eine Kirche im ummauerten Kirchhof wurde 1248 erstmals erwähnt, ist aber wohl älter. Über das Kloster Comburg gelangte das Patronatsrecht der Kirche in Steinkirchen zusammen mit Reinsberg und Michelfeld 1287 an Würzburg, das die Obley Steinkirchen bildete. Danach war der Ort mehrfach verpfändet und fiel im 16. Jahrhundert wieder an Comburg. Hohenlohe konnte dennoch die Reformation einführen. Die Chorturmkirche mit frühgotischem Gewölbe hat im Untergeschoss ein Quadermauerwerk mit Fachwerk und Ziegeldach darüber. Das Schiff, ein einfacher Saal, wurde 1756 vergrößert. Die Kirchengemeinde wird vom Pfarramt Döttingen mitbetreut.

#### Kirchengemeinde Geislingen am Kocher
Die Kirchengemeinde Geislingen am Kocher (ca. 300) umfasst den Ortsteil Geislingen am Kocher der Gemeinde Braunsbach. Kirchlich gehörte Geislingen am Kocher zunächst zu Untermünkheim, doch ist bereits 1382 eine Kapelle genannt, die ab 1470 St. Veit-Kapelle genannt wurde, als dort eine Frühmesspfründe gegründet wurde. Nach der Reformation wurde Geislingen am Kocher eigene Pfarrei. Die heutige Kirche hat ein zum Turm quergestelltes Schiff aus dem Jahr 1788 mit gotischem Sockel. 1963 wurde die Kirche umgestaltet. Seither dient der Turmchor als Taufkapelle.

#### Kirchengemeinde Jungholzhausen

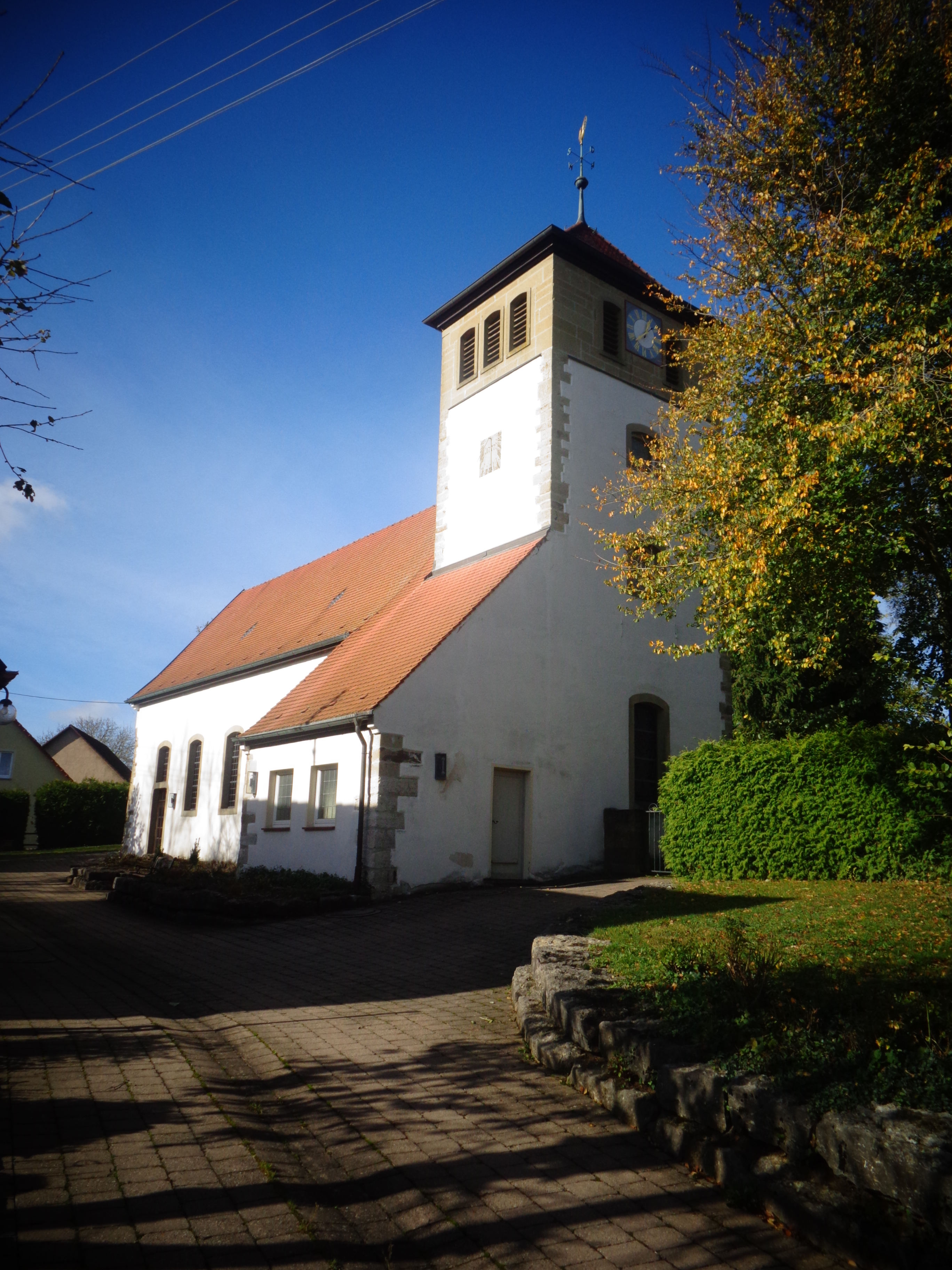
Evang. Kirche Jungholzhausen

Die Kirchengemeinde Jungholzhausen umfasst den Ortsteil Jungholzhausen und die zugehörigen Weiler der Gemeinde Braunsbach. Eine Pfarrei wird in Jungholzhausen bereits 1285 genannt, als das Patronat von Limpurg an die Reichsstadt Schwäbisch Hall überging. 1565 wurde es an Hohenlohe vertauscht. Danach gehörte der Ort kirchlich bis ins 20. Jahrhundert zur Pfarrei Döttingen im Kirchenbezirk Künzelsau. Durch Bekanntmachung vom 15. August 1934 wurde die Kirchengemeinde Jungholzhausen vom Kirchenbezirk Künzelsau in den Kirchenbezirk Schwäbisch Hall umgegliedert. Danach wurde die Kirchengemeinde vom Pfarramt Orlach betreut, mit dessen Kirchengemeinde sie bis 2010 die Gesamtkirchengemeinde Orlach bildete. Die heutige Kirche St. Laurentius in Jungholzhausen wurde 1777 neu gebaut. Dabei wurden Mauerreste des 14. Jahrhunderts einbezogen. Das Altarkruzifix stammt von 1717.

#### Kirchengemeinde Orlach

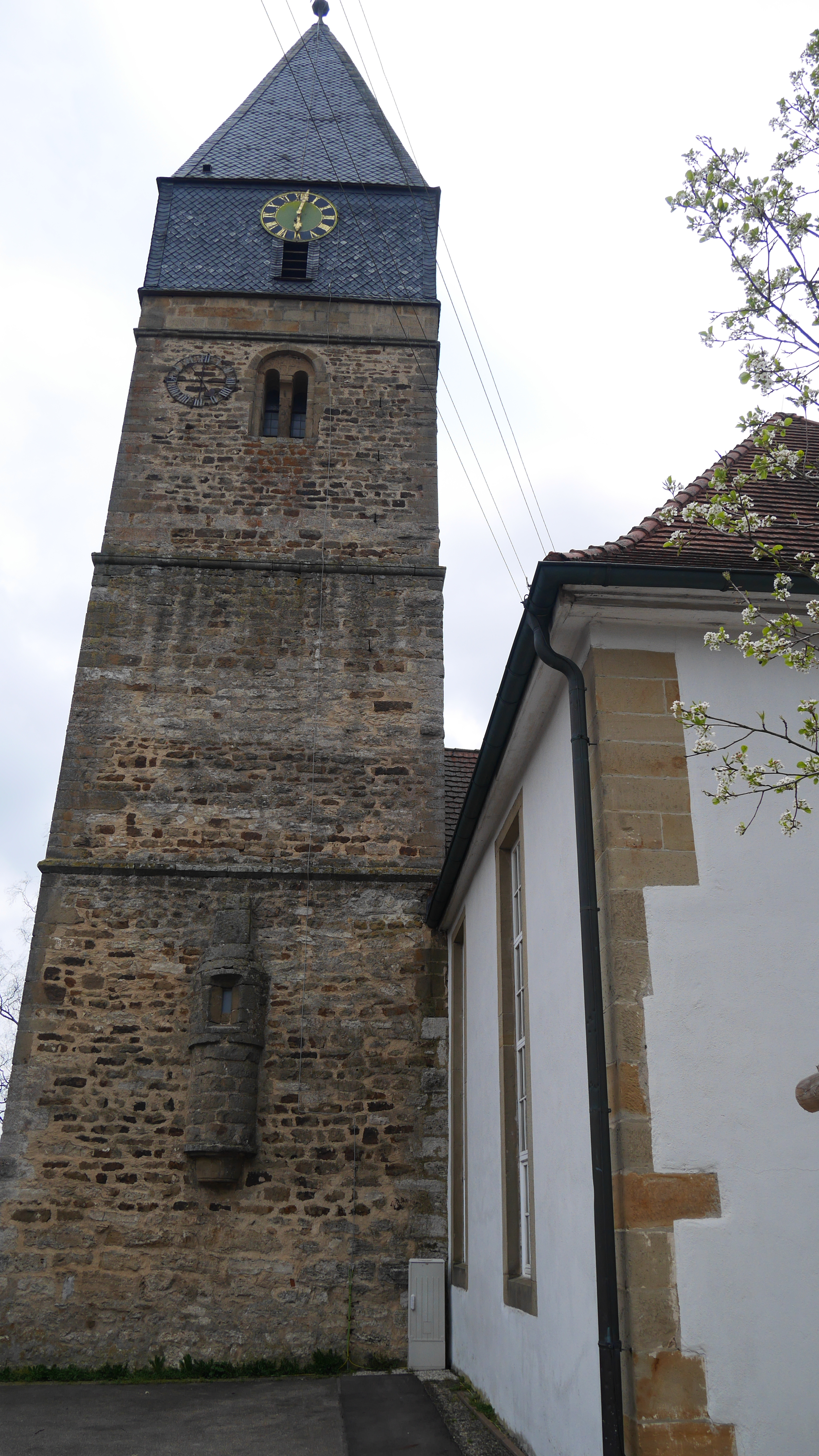
Evang. Kirche Orlach

Die Kirchengemeinde Orlach umfasst den Ortsteil Orlach mit den zugehörigen Weilern der Gemeinde Braunsbach. In Orlach wird bereits 1236 eine Pfarrei genannt. Über Würzburg und Crailsheim kam der Ort an 1697 an die Reichsstadt Schwäbisch Hall. Die Reformation war bereits 1540 eingeführt worden. Die heutige Kiliankirche stammt aus dem Jahr 1705, als an einen romanischen Turm ein neues Schiff mit flachgedecktem Saal angebaut wurde. Das Vorgängerschiff fiel evtl. einem Brand zum Opfer. Der Turm wurde wohl im 12. Jahrhundert erbaut. Bei der Renovierung 2002 fand man im Turm Fresken aus dem 12. Jahrhundert.
Im Inneren sind ein barockes Kruzifix, eine Täuferfigur und ein silberner Leuchter sowie ein Bild vom letzten Abendmahl Jesu erhalten. Bis 1701 gehörten auch die Orte Altenberg und Niedersteinach zur Pfarrei Orlach. 1934 wurde die Kirchengemeinde Jungholzhausen, zuvor zu Döttingen gehörig, der Pfarrei Orlach zugeordnet. Beide Kirchengemeinden bilden somit eine Gesamtkirchengemeinde.

### Gesamtkirchengemeinde Gailenkirchen-Gottwollshausen
Die Gesamtkirchengemeinde Gailenkirchen (ca. 1.400) umfasst den Stadtteil Gailenkirchen mit den zugehörigen Weilern, darunter auch Gottwollshausen, der Stadt Schwäbisch Hall. Sie besteht aus den beiden Kirchengemeinden Gailenkirchen und Gottwollshausen.

#### Kirchengemeinde Gailenkirchen

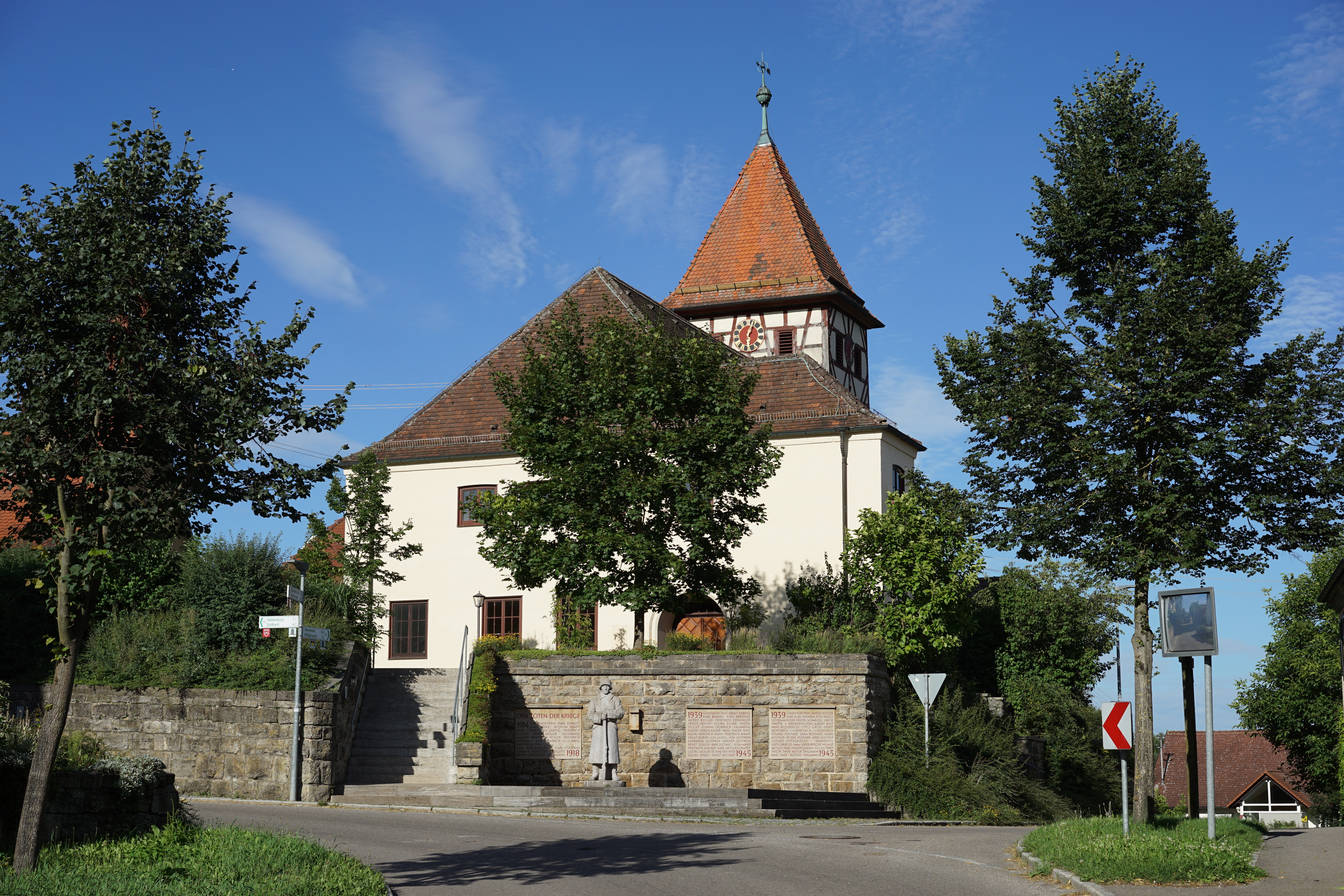
Evang. Kirche Gailenkirchen

Die Kirchengemeinde Gailenkirchen umfasst den Stadtteil Gailenkirchen und dessen zugehörige Weiler Wackershofen und Gliemenhof der Stadt Schwäbisch Hall. Eine Kirche wird in Gailenkirchen bereits 1285 erwähnt. Ab 1487 wird sie Kirche St. Maria genannt. Das Patronat hatte Hohenlohe, später abwechselnd auch Limpurg, seit 1541 Hohenlohe wieder allein. Die Chorturmkirche aus spätromanischer Zeit hat auch gotische Bestandteile. Das ursprünglich gotische Schiff wurde 1929 umgebaut.
Bis 1948 gehörte auch der Weiler Neuhofen zur Kirchengemeinde Gailenkirchen. Durch Bekanntmachung des Oberkirchenrats vom 5. Oktober 1948 wurde dieser in die Kirchengemeinde Gottwollshausen umgegliedert.

#### Kirchengemeinde Gottwollshausen
Die Kirchengemeinde Gottwollshausen umfasst die zum Stadtteil Gailenkirchen der Stadt Schwäbisch Hall gehörigen Weiler Gottwollshausen, Neuhofen und Sülz, wobei Neuhofen erst durch Bekanntmachung des Oberkirchenrats vom 5. Oktober 1948 von der Kirchengemeinde Gailenkirchen in die Kirchengemeinde Gottwollshausen umgegliedert wurde. Eine Kirche wird in Gottwollshausen 1285 erstmals erwähnt, soll aber älter sein. Die heutige Georgskirche wurde 1385 geweiht. Sie wurde auf dem Platz der ehemaligen Burg der Herren von Gottwollshausen erbaut und wurde seinerzeit der Johanniterkommende überlassen. Die spätgotische Kirche mit Turmchor besitzt an der Nordwand Fresken. Nach der Reformation war die Johanneskirche eine der Pfarrkirchen Schwäbisch Halls. 1812 wurde die Pfarrei aufgehoben. Gottwollshausen bildet jedoch bis heute eine eigene Kirchengemeinde, die vom Pfarramt Gailenkirchen betreut wird.

### Kirchengemeinde Gelbingen-Eltershofen

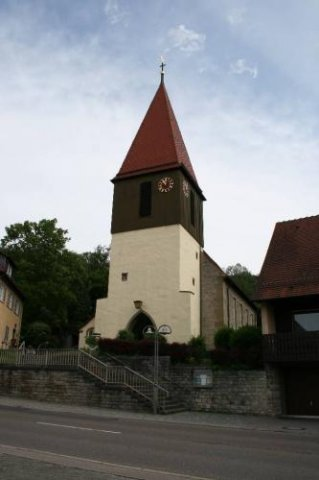
Evang. Kirche Gelbingen

Die Kirchengemeinde Gelbingen-Eltershofen umfasst die Stadtteile Eltershofen, Gelbingen und Weckrieden der Stadt Schwäbisch Hall.

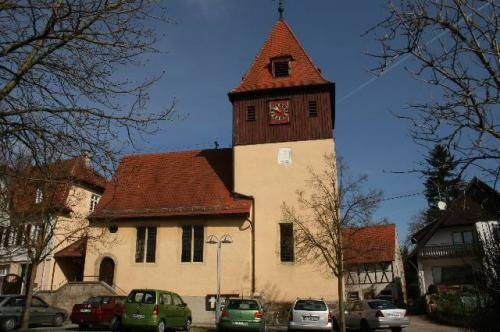
Evang. Kirche Eltershofen

Die ehemalige Kirchengemeinde Gelbingen umfasste die Stadtteile Gelbingen, Erlach und Weckrieden der Stadt Schwäbisch Hall. Kirchlicher Mittelpunkt der drei Orte war ursprünglich Erlach. Eine Kirche wurde dort bereits 1248 genannt. 1314 war sie vom Kloster Comburg an den Haller Eberhart verliehen. 1422 wurde sie dem Kloster inkorporiert. Schwäbisch Hall führte die Reformation ein. Die Heiligkreuzkirche, eine ehemalige Wehrkirche, hat eine romanische Grundlage, die in gotischer Zeit verändert wurde. Im Innern befindet sich ein romanischer Taufstein.
Gelbingen gehörte kirchlich zunächst zu Erlach. 1342 stifteten die Haller Eberhart eine Kaplanei und erbauten eine Kapelle zu den Heiligen Maria, beiden Johannes und Katharina. Das Patronat hatte Eberhart als Comburgisches Lehen. 1422 wurde die Kapelle dem Kloster Comburg inkorporiert und gehörte zur Pfarrei Erlach. Die Reichsstadt Schwäbisch Hall setzte die Reformation durch. Später wurde die Kapelle zur Pfarrkirche erhoben. Die gotische Johanneskirche brannte 1945 völlig aus und wurde 1949/50 verändert aufgebaut, wobei das neue Kirchenschiff wegen der benachbarten Straße auf die Ostseite versetzt wurde. Der gotische Turm mit dem ehemaligen Turmchor wurde in den Neubau integriert, aber als neue Eingangshalle umgestaltet. Heute ist Gelbingen Sitz der gemeinsamen Pfarrei, zu der auch noch der Nachbarort Weckrieden gehört. Weckrieden, das keine Kirche hat, gehörte kirchlich ursprünglich zu Erlach. Als Gelbingen Pfarrei wurde, wurde auch Weckrieden der Pfarrei zugeordnet.
Die ehemalige Kirchengemeinde Eltershofen umfasste den Stadtteil Eltershofen mit dem Wohnplatz Breitenstein der Stadt Schwäbisch Hall. Kirchlich gehörte Eltershofen zunächst zu Geislingen, ab 1468 zu Untermünkheim und seit 1807 zur Pfarrei Gelbingen. Doch hatte der Ort bereits eine Kapelle St. Magdalena, die 1422 erstmals erwähnt wurde. Die heutige Kirche wurde 1769 neu erbaut.

### Gesamtkirchengemeinde Großaltdorf
Die Gesamtkirchengemeinde Großaltdorf (ca. 850) umfasst den Stadtteil Großaltdorf mit den zugehörigen Weilern Kleinaltdorf und Lorenzenzimmern der Stadt Vellberg. Sie wurde durch Bekanntmachung des Oberkirchenrats vom 18. April 1972 gebildet und besteht aus den beiden nachfolgenden Kirchengemeinden Großaltdorf und Lorenzenzimmern. Das Kultusministerium hatte die Gesamtkirchengemeinde Großaltdorf mit Schreiben vom 22. Februar 1972 als Körperschaft des öffentlichen Rechts anerkannt.

#### Kirchengemeinde Großaltdorf

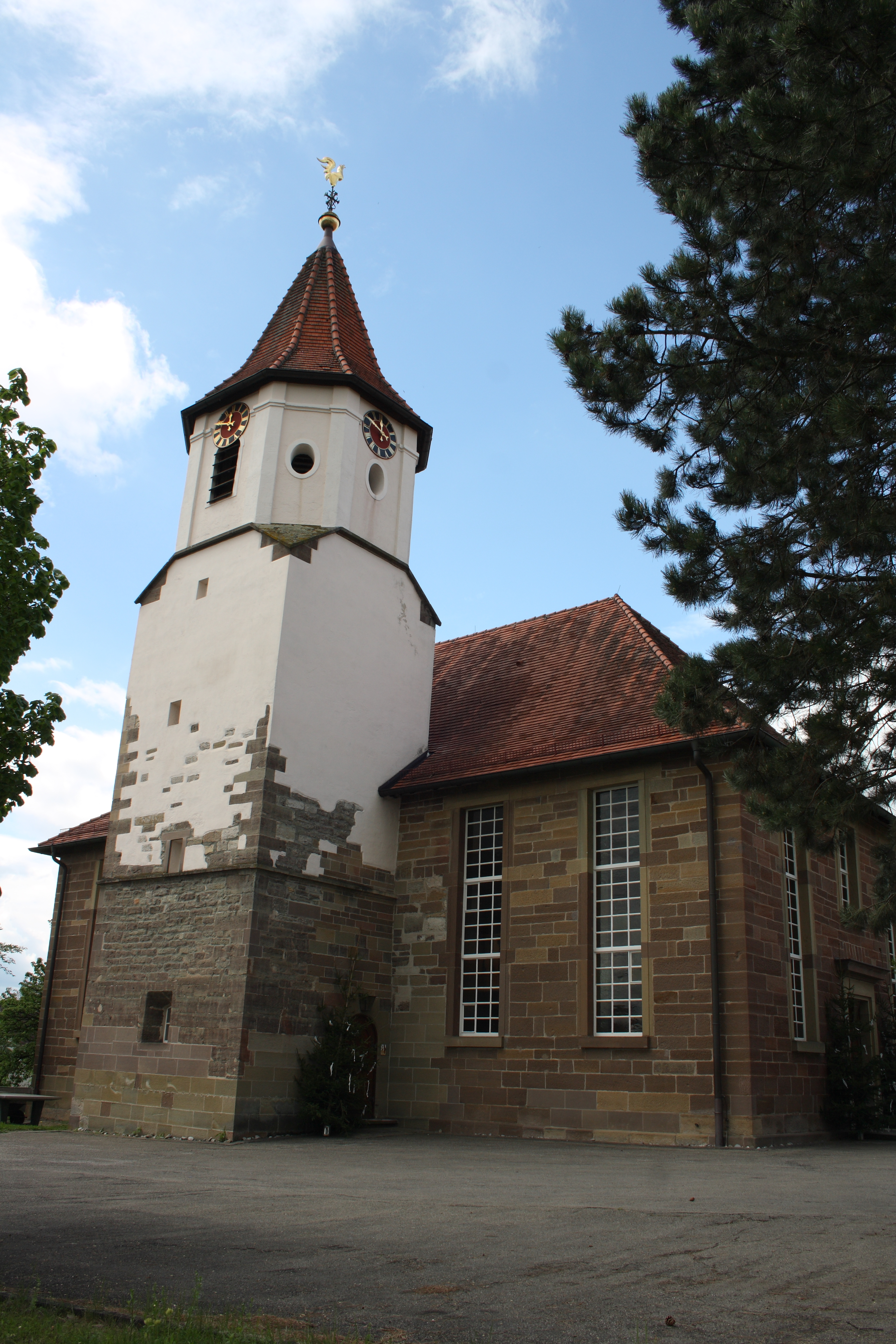
Evang. Kirche Großaltdorf

Die Kirchengemeinde Großaltdorf umfasst den Stadtteil Großaltdorf mit dem zugehörigen Weiler Kleinaltdorf der Stadt Vellberg. Eine Kapelle wurde bereits 1285 erstmals erwähnt. 1489 wird sie St. Michael, 1513 St. Sebastian und Margarete genannt. Sie war Filiale von Stöckenburg. Nach der Reformation erhielt Großaltdorf zusammen mit Kleinaltdorf einen eigenen Pfarrer, blieb aber bei der Pfarrei Stöckenburg. Der Pfarrer wurde von Hohenlohe und der Reichsstadt Schwäbisch Hall gemeinsam eingesetzt. Die alte Kirche wurde 1835 durch einen Neubau ersetzt. Diese Bartholomäuskirche wurde 1945 zerstört und 1949 bis 1950 wieder aufgebaut.

#### Kirchengemeinde Lorenzenzimmern

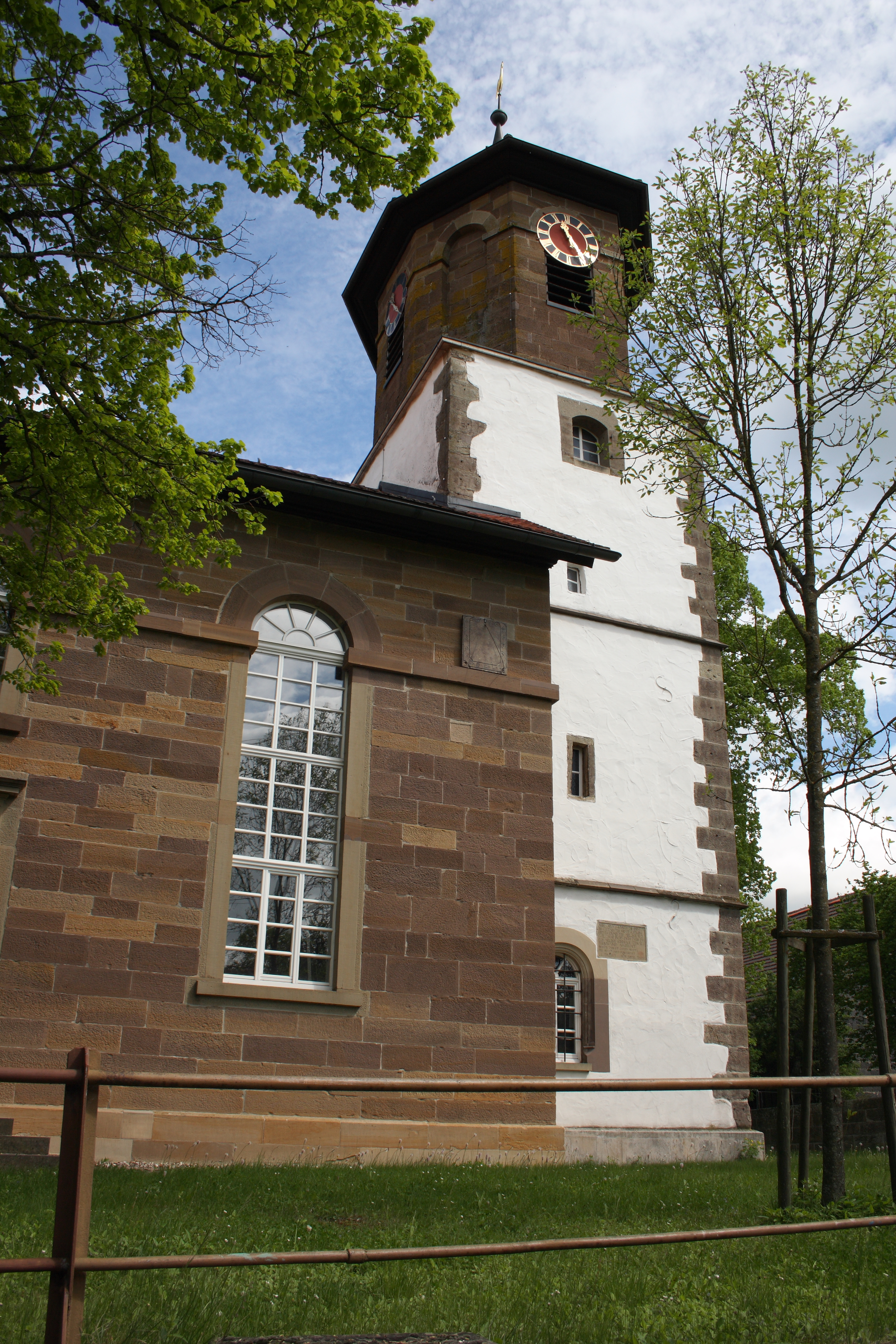
Evang. Kirche Lorenzenzimmern

Die Kirchengemeinde Lorenzenzimmern umfasst den Weiler Lorenzenzimmern des Stadtteils Großaltdorf der Stadt Vellberg. Eine Kirche wird in Lorenzenzimmern bereits 1285 erstmals erwähnt. Ab 1329 wird sie St. Laurentiuskirche genannt. Das Patronat gelangte 1550 von den Herren von Gemmingen zu Bürg an die Reichsstadt Schwäbisch Hall. 1410 wurde die Kirche neu erbaut, jedoch 1840 abgebrochen. An gleicher Stelle wurde die heutige Laurentius- oder Lorenzkirche erbaut. Dabei wurde der Turm von 1564 beibehalten. 1914 wurde die Pfarrei zur Pfarrverweserei herabgestuft und 1948 mit der Pfarrei Großaltdorf vereinigt. Die Kirchengemeinde Lorenzenzimmern blieb jedoch selbständig.

### Matthäuskirchengemeinde Hessental

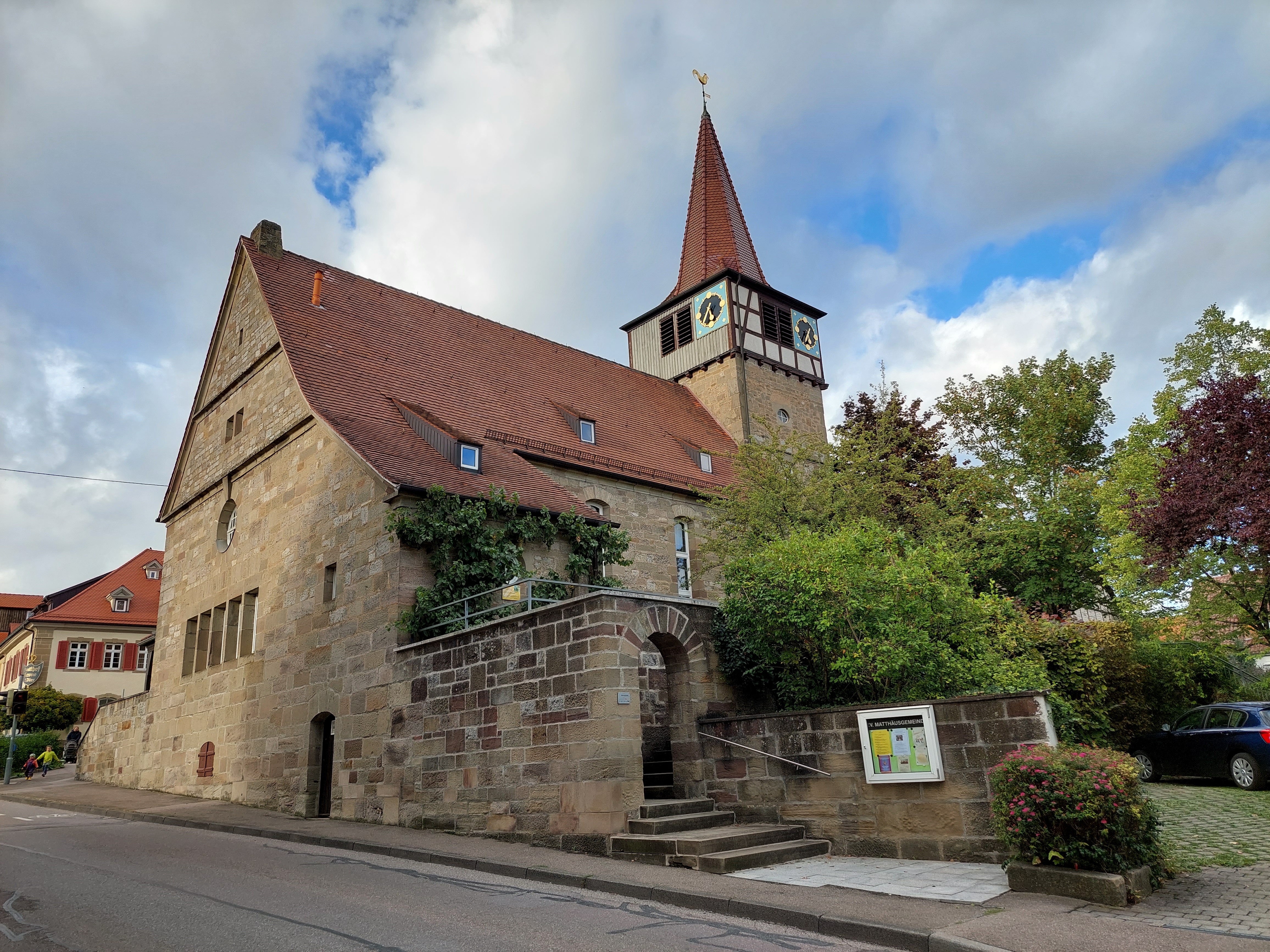
Evang. Kirche Hessental

Die Matthäuskirchengemeinde Hessental (ca. 2.700) umfasst den Stadtteil Hessental der Stadt Schwäbisch Hall. Kirchlich gehörte Hessental zunächst zu Steinbach. Die Reichsstadt Schwäbisch Hall führte die Reformation ein und teilte die Bewohner der Pfarrei Tüngental zu, bildete später aber eine eigene Filialkirchengemeinde innerhalb der Gesamtkirchengemeinde Tüngental. Durch Bekanntmachung des Oberkirchenrats vom 31. Januar 1940 wurde die Filialkirchengemeinde Hessental von der Muttergemeinde Tüngental gelöst und zur selbständigen Kirchengemeinde erhoben. Gleichzeitig wurde die Gesamtkirchengemeinde Tüngental aufgehoben. Hessental wurde 1946 dann auch eigene Pfarrei, nachdem zuvor bereits eine Pfarrverweserei gegründet worden war.
Die Matthäuskirche in Hessental wurde durch einen Luftangriff während des Zweiten Weltkriegs 1944 zerstört, 1949 bis 1951 aber wieder aufgebaut. Der Turmchor stammt noch aus romanischer Zeit. Die unteren Teile von Turm und Schiff sind Reste einer ehemaligen Burg. Mit Wirkung vom 20. Oktober 2000 wurde die Kirchengemeinde Hessental in Matthäuskirchengemeinde Hessental umbenannt. Heute wird die Matthäuskirchengemeinde Hessental von zwei Pfarrern betreut.
Durch Bekanntmachung des Oberkirchenrats vom 22. Januar 1953 gab es eine kleine Gebietsbereinigung im Bereich des Flugplatzes zwischen der Kirchengemeinde Hessental und der benachbarten Kirchengemeinde Tüngental zugunsten von Tüngental.

### Kirchengemeinde Ilshofen

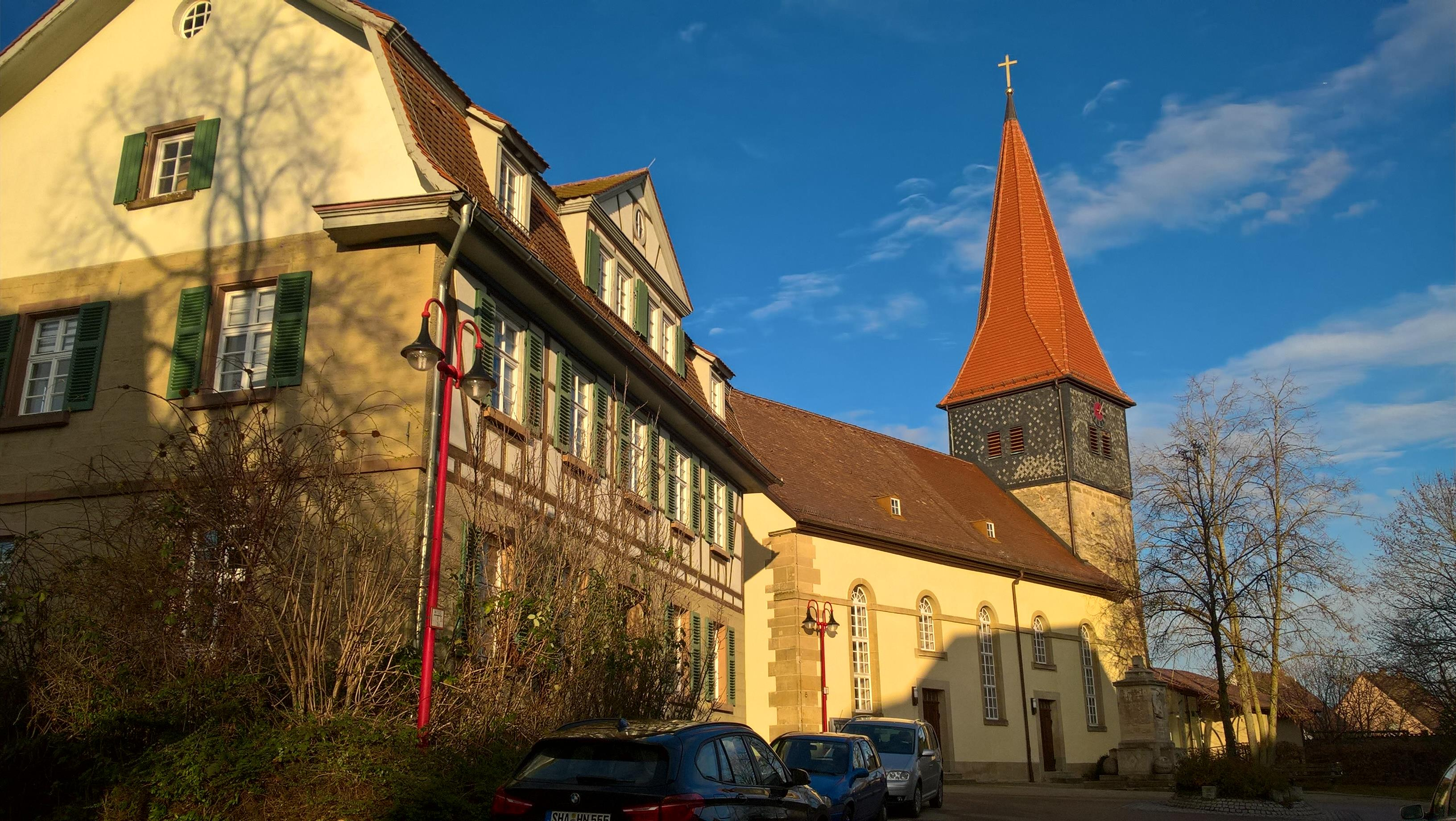
Evang. Kirche Ilshofen

Die Kirchengemeinde Ilshofen (ca. 1.900) umfasst die Kernstadt von Ilshofen. Kirchlich gehörte Ilshofen zunächst zu Lendsiedel, doch ist in Ilshofen bereits 1285 eine Pfarrkirche erwähnt. 1494 wird sie St. Petronilla genannt. Das Patronatsrecht gelangte über Hohenlohe an das Kloster Goldbach, kam dann wieder an Hohenlohe und schließlich 1562 an die Reichsstadt Schwäbisch Hall, die bereits 1532 einen evangelischen Pfarrer eingesetzt hatte. Die heutige Kirche wurde erst 1830 neu erbaut. Dabei wurde der spätgotische Turm der Vorgängerkirche beibehalten. Im Zweiten Weltkrieg wurde die Kirche stark beschädigt, danach aber wieder aufgebaut.

### Gesamtkirchengemeinde Mainhardter Wald
Die Gesamtkirchengemeinde Mainhardter Wald umfasst die Gemeinde Mainhardt. Sie wurde am 1. Januar 2004 aus den drei nachfolgenden Kirchengemeinden Bubenorbis, Geißelhardt und Mainhardt gebildet. Die Kirchengemeinde Geißelhardt war erst am 1. Januar 2003 vom Kirchenbezirk Öhringen in den Kirchenbezirk Schwäbisch Hall umgegliedert worden.

#### Kirchengemeinde Bubenorbis
Die Kirchengemeinde Bubenorbis (ca. 1.200) umfasst den Ortsteil Bubenorbis mit den zugehörigen Weilern der Gemeinde Mainhardt. Kirchlich war Bubenorbis zunächst Filiale von Michelfeld. 1866 wurde der Ort eine Pfarrverweserei und 1904 eigene Pfarrei. Die 1485 erbaute Kapelle St. Margareta, die heutige Pfarrkirche, wurde 1902 restauriert. Es ist eine spätgotische Chorturmkirche mit kreuzrippengewölbtem Turmchor. Im Innern ist ein Flügelaltar von 1485 zu sehen. Das Altarkreuz stammt von 1680.
Bis 1910 gehörte auch die Filialkirchengemeinde Neunkirchen zur Kirchengemeinde Bubenorbis. Durch Bekanntmachung des Konsistoriums vom 29. August 1910 wurde die Filialkirchengemeinde Neunkirchen in den Nachbarkirchenbezirk Öhringen umgegliedert und der Kirchengemeinde Gnadental zugeordnet. Seit 1939 gehörte jedoch die Kirchengemeinde Gnadental auch zum Kirchenbezirk Schwäbisch Hall.

#### Kirchengemeinde Geißelhardt
Die Kirchengemeinde Geißelhardt (ca. 900) umfasst den Ortsteil Geißelhardt mit den zugehörigen Weilern der Gemeinde Mainhardt. Größter Weiler ist Lachweiler. Kirchlich gehörte Geißelhardt zunächst zu Mainhardt. 1862 wurde der Ort Pfarrverweserei und 1881 eigene Pfarrei, nachdem bereits 1873 bis 1875 eine eigene Kirche erbaut worden war. Bis 2002 gehörte die Kirchengemeinde Geißelhardt noch zum Kirchenbezirk Öhringen und wurde zum 1. Januar 2003 in den Kirchenbezirk Schwäbisch Hall umgegliedert.

#### Kirchengemeinde Mainhardt

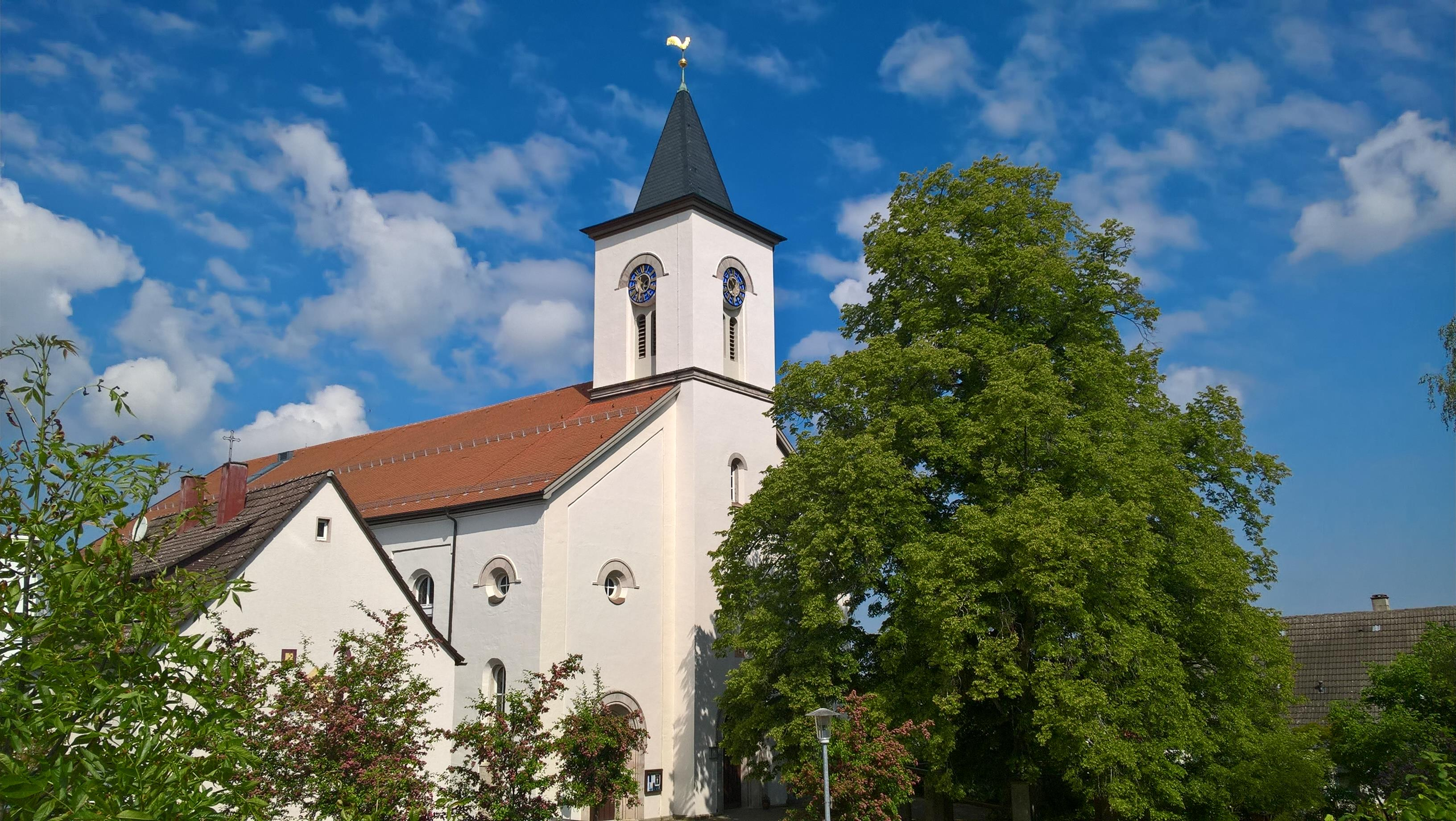
Evang. Kirche Mainhardt

Die Kirchengemeinde Mainhardt (ca. 1.550) umfasst den Hauptort sowie die Ortsteile Ammertsweiler und Hütten und alle zugehörigen Weiler der Gemeinde Mainhardt, wobei die Rösersmühle erst durch Bekanntmachung des Oberkirchenrats vom 19. Juni 1933 von der Kirchengemeinde Grab (Kirchenbezirk Backnang) in die Kirchengemeinde Mainhardt umgegliedert wurde.
Eine Pfarrkirche St. Veit wurde in Mainhardt bereits 1394 erstmals erwähnt. Das Patronat kam von Löwenstein über die Herren von Weinsberg 1416 an Hohenlohe, welche die Reformation einführten. Die Pfarrei war teilweise unbesetzt. Die heutige Kirche wurde erst 1848 bis 1850 erbaut. Mit 3.000 Sitzplätzen ist sie eine der größten Dorfkirchen. 1854 wurde eine zweimanualige romantische Orgel der Firma Laukhuff aus Weikersheim eingebaut. 1936 wurde eine elektrische Beleuchtung in die Kirche eingebaut und auch ein Orgelmotor angeschafft. Da die Kirche ursprünglich keine Heizung hatte und durch ihre Größe sehr kalt war, wurde 1938 nach Plänen von Architekt Dr. Schnell ein Wintersaal in die Kirche eingebaut, der 400 Menschen Platz bot und mit einem Holzofen beheizt werden konnte. Nach dem Zweiten Weltkrieg wurde die Kirche nach Plänen des Schorndorfer Architekten Peter Haag von 1960 bis 1962 erneut umgebaut. Dabei nahm man die zweite Empore heraus. Ferner wurde ein Gemeindehaus mit modernen Gruppenräumen eingebaut, indem ungefähr ein Viertel der Grundfläche der Kirche abgetrennt wurde. Auf dem Altar steht ein vergoldetes Holzkreuz.
Bis 1939 gehörte die Kirchengemeinde Mainhardt zum Kirchenbezirk Weinsberg. Mit Wirkung vom 1. April 1939 wurde sie in den Kirchenbezirk Schwäbisch Hall umgegliedert.

### Gesamtkirchengemeinde Michelfeld-Gnadental-Neunkirchen
Die Gesamtkirchengemeinde Michelfeld-Gnadental-Neunkirchen (ca. 2.250) umfasst die Gemeinde Michelfeld. Sie wurde 1971 aus den beiden Kirchengemeinden Gnadental und Neunkirchen unter der Bezeichnung „Gesamtkirchengemeinde Gnadental“ gebildet und umfasste zunächst nur den Ortsteil Gnadental mit den zugehörigen Weilern sowie die Weiler Wagrain, Lemberg, Hinterer Schöppberg mit Pfeiffershäusle und Neunkirchen der Gemeinde Michelfeld. Mit Wirkung vom 1. Januar 2008 wurde die Kirchengemeinde Michelfeld in die Gesamtkirchengemeinde Gnadental eingegliedert, welche gleichzeitig in Gesamtkirchengemeinde Michelfeld-Gnadental-Neunkirchen umbenannt wurde.

#### Kirchengemeinde Gnadental

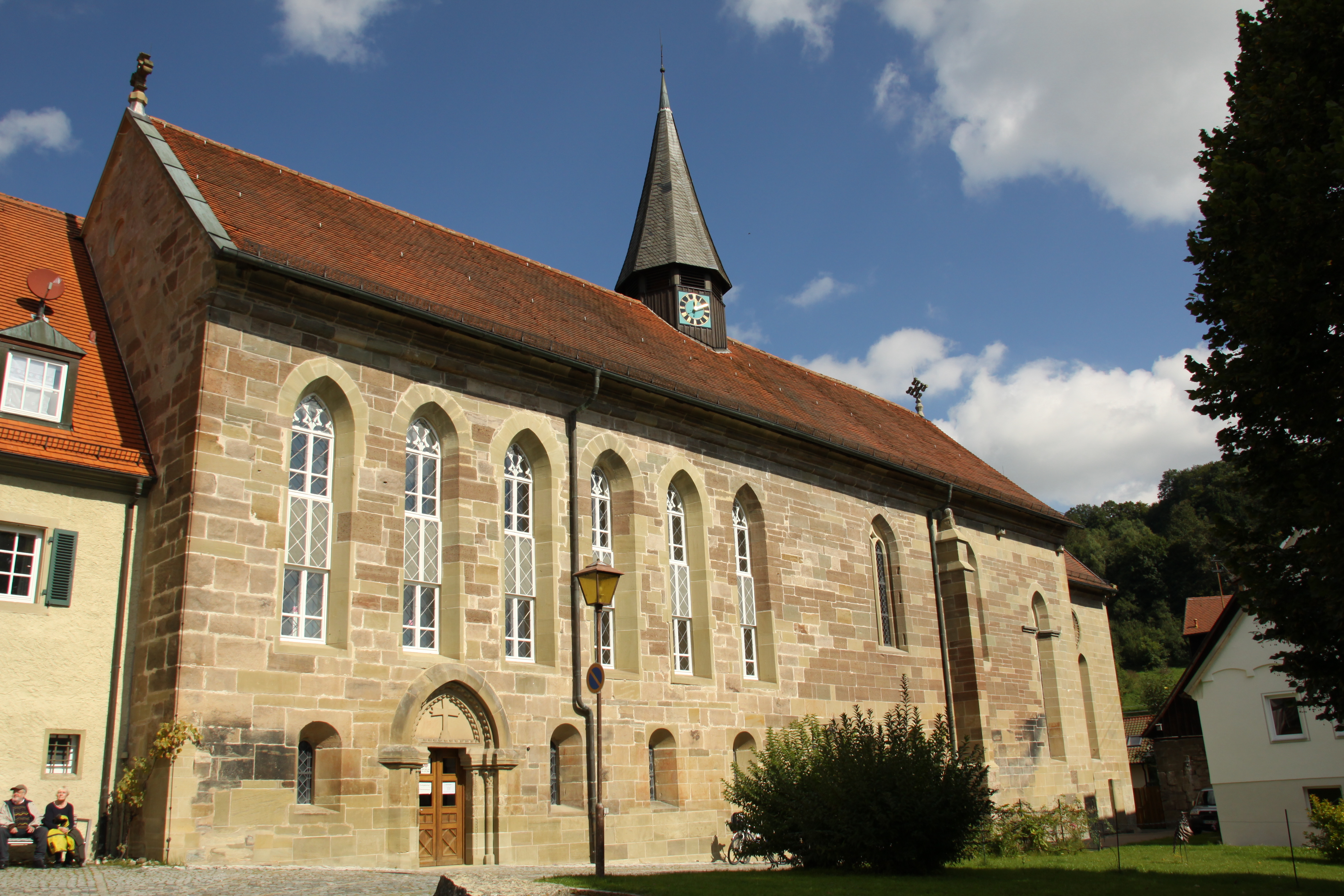
Evang. Kirche Gnadental

Die Kirchengemeinde Gnadental umfasst den Ortsteil Gnadental (mit den zugehörigen Weilern) sowie die Weiler Wagrain, Lemberg und Hinterer Schöppberg mit Pfeiffershäusle des Hauptortes der Gemeinde Michelfeld. Letztere wurden erst durch Bekanntmachung des Oberkirchenrats vom 4. Januar 1968 von der Kirchengemeinde Michelfeld der Kirchengemeinde Gnadental zugeordnet. Mittelpunkt der Kirchengemeinde Gnadental sind die Überreste eine Zisterzienserklosters, das wohl im 13. Jahrhundert erstmals erwähnt wurde. Konrad von Krautheim und seine Gemahlin Kunigunde von Eberstein verlegten 1245 das von ihnen 1243 gegründete Kloster Hohebach nach Gnadental. Die Schutzvogtei über das Kloster hatte Hohenlohe, das es reichlich mit Gütern ausstattete. Sein Besitz konnte sich so vermehren, dass es bis 1423 von 223 Orten Abgaben erhielt. In der Reformationszeit löste Hohenlohe das Kloster auf und richtete 1557 in Gnadental eine evangelische Pfarrei ein. Das Konventsgebäude des Klosters diente als Pfarr- und Schulhaus. Die Klosterkirche wurde Pfarrkirche St. Maria. Der Bau stammt aus der Mitte des 13. Jahrhunderts. Es handelt sich um eine einschiffige Saalkirche mit gewölbtem Chorquadrat. Um 1500 wurde die Kirche gotisch verändert. In der Vorhalle der Kirche befinden sich Grabdenkmäler der Klosterstifter und mehrerer Äbtissinnen. 1925 und 1961 bis 1964 wurde die Kirche renoviert.
Bis 1939 gehörte die Kirchengemeinde Gnadental zum Kirchenbezirk Öhringen. Mit Wirkung vom 1. April 1939 wurde sie in den Kirchenbezirk Schwäbisch Hall umgegliedert.

#### Kirchengemeinde Michelfeld

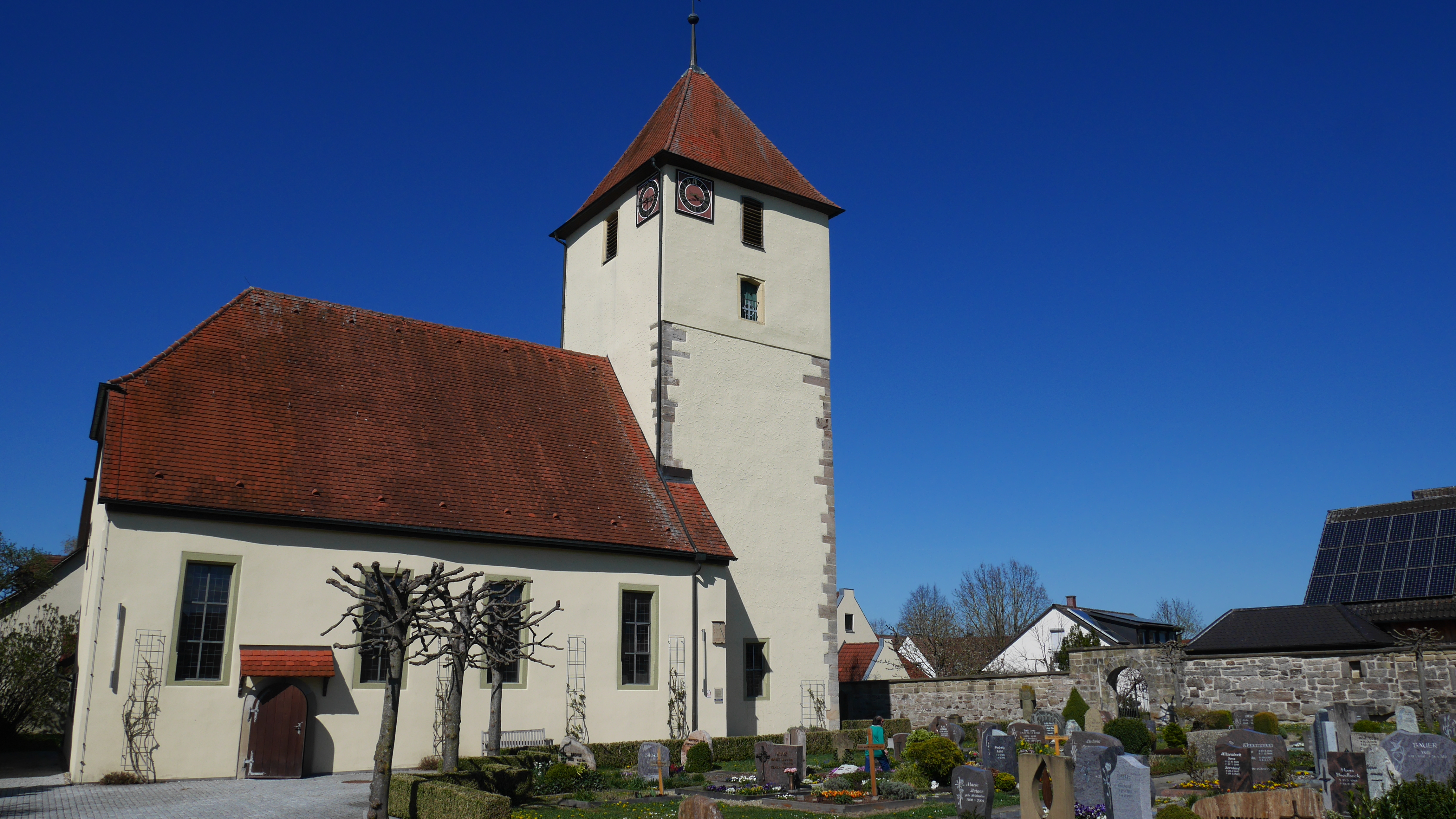
Evang. Kirche Michelfeld

Die Kirchengemeinde Michelfeld (ca. 1.400) umfasst den Hauptort und einige zugehörige Weiler (ohne Wagrain, Lemberg, Hinterer Schöppberg und Neunkirchen; im letzteren gibt es eine eigene Kirchengemeinde) der Gemeinde Michelfeld. Der Michelfelder Ortsteil Gnadental bildet ebenfalls eine eigene Kirchengemeinde. Eine Kirche wurde in Michelfeld bereits 1248 erwähnt, als das Patronat von Würzburg an das Kloster Comburg verliehen wurde. 1287 nahm Würzburg das Patronat wieder an sich. 1481 wird die Kirche als St. Peter und Paul-Kirche bezeichnet. 1575 verkaufte Würzburg das Patronat an Comburg. Die Reichsstadt Schwäbisch Hall führte die Reformation ein. Die Kirche steht in einem Wehrkirchhof. Der Turmchor ist kreuzrippengewölbt. Die Holzfiguren eines Altars stammen aus der Zeit um 1500.
Die Weiler Wagrain, Lemberg und Hinterer Schöppberg mit Pfeiffershäusle wurden durch Bekanntmachung des Oberkirchenrats vom 4. Januar 1968 von der Kirchengemeinde Michelfeld der Kirchengemeinde Gnadental zugeordnet. Bis 2007 gehörte auch der zu Bibersfeld gehörige Weiler Starkholzbach zur Kirchengemeinde Michelfeld. Mit Wirkung vom 11. November 2007 wurde dieser der Kirchengemeinde Bibersfeld zugeordnet.
Die Kirchengemeinde Michelfeld wurde mit Wirkung vom 1. Januar 2008 in die Gesamtkirchengemeinde Gnadental eingegliedert, welche gleichzeitig in Gesamtkirchengemeinde Michelfeld-Gnadental-Neunkirchen umbenannt wurde.

#### Kirchengemeinde Neunkirchen
Die Kirchengemeinde Neunkirchen umfasst den Weiler Neunkirchen der Gemeinde Michelfeld. Die Johanneskirche Neunkirchen wurde im Gegensatz zur alten Kirche in Schuppach als neue Kirche bezeichnet. Diese gab dem Ort den Namen. Die Reichsstadt Schwäbisch Hall führte die Reformation ein. Danach gehörte der Ort kirchlich zur Pfarrei Michelfeld. Bedingt durch den instabilen Untergrund wurden immer wieder Instandsetzungs- und Renovierungsarbeiten an der Kirche nötig. 1841 war eine gründliche Erneuerung der Kirche notwendig. Von der ursprünglichen Kirche sind lediglich das spätgotische Kruzifix auf dem Altar und Reste eines Apostelfreskos, die die Apostel Johannes und Jakobus zeigen, geblieben.
Ab 1866 gehörte Neunkirchen zum Pfarramt Bubenorbis bzw. bildete eine Filialkirchengemeinde von Bubenorbis im Kirchenbezirk Schwäbisch Hall. Zum 1. Oktober 1910 wurde sie dem Pfarramt Gnadental im Kirchenbezirk Öhringen zugeordnet. Mit Wirkung vom 1. April 1939 wechselte die Kirchengemeinde Neunkirchen dann (wieder) in den Kirchenbezirk Schwäbisch Hall. Seit 1971 bildet die Kirchengemeinde Neunkirchen mit der Kirchengemeinden Gnadental eine Gesamtkirchengemeinde.

### Kirchengemeinde Oberaspach
Die Kirchengemeinde Oberaspach (ca. 1.150) umfasst die Stadtteile Eckartshausen und Unteraspach (mit den Weilern Oberaspach, Gaugshausen, Steinbächle und Lerchenmühle) der Stadt Ilshofen, die bis ins 20. Jahrhundert zu den Gemeinden Eckartshausen, Großaltdorf, Unteraspach und Vellberg gehörten. Kirchlicher Hauptort war und ist Oberaspach, dessen Kirche St. Kilian nach derzeitigem Kenntnisstand 1217 geweiht wurde. Evtl. gab es aber vorher bereits eine andere Kirche an derselben Stelle. Das Patronat gelangte über Jörg von Bebenburg an das Kloster Anhausen. Ansbach führte die Reformation ein und hatte fortan das Patronatsrecht, das Episkopatrecht hatte die Reichsstadt Schwäbisch Hall. Beim großen Dorfbrand 1634 im Verlauf des Dreißigjährigen Kriegs blieben Kirche und Pfarrhaus erhalten. Das Schiff wurde 1756 erweitert. Erhalten blieb jedoch der romanische Turmchor. In Unteraspach sowie den zugehörigen Weilern gibt es keine Kirchen. In Eckartshausen wurde 1974 ein Gemeindehaus mit Kirchsaal errichtet. Der Weiler Oberscheffach gehört kirchlich zu Sulzdorf.

### Gesamtkirchengemeinde Obersteinach-Altenberg-Haßfelden
Die Gesamtkirchengemeinde Obersteinach (ca. 550) umfasst den Stadtteil Obersteinach mit den zugehörigen Weilern Altenberg, Söllbot, Sandelsbronn, Niedersteinach und Windisch-Brachbach der Stadt Ilshofen sowie den Ortsteil Haßfelden mit dem Weiler Landturm der Gemeinde Wolpertshausen. Sie wurde 1976 aus den drei Kirchengemeinden Altenberg, Haßfelden und Obersteinach gebildet, die erst mit Wirkung vom 1. Januar 1976 vom Kirchenbezirk Langenburg in den Kirchenbezirk Schwäbisch Hall umgegliedert worden waren; Haßfelden hatte bereits bis 1934 zum Kirchenbezirk Schwäbisch Hall gehört.

#### Kirchengemeinde Altenberg
Die Kirchengemeinde Altenberg (ca. 50) umfasst den Weiler Altenberg des Ilshofener Stadtteils Obersteinach. Kirchlich gehörte Altenberg zunächst zu Orlach. Eine Kapelle St. Margarete wurde erstmals 1450 erwähnt. Nachdem die Patronatsrechte auf die Reichsstadt Schwäbisch Hall übergegangen waren, wurde die Kapelle vom Braunsbacher Pfarrer betreut. Die Herren von Gemmingen erhoben die Kapelle 1708 zur Pfarrkirche. 1773 wurde sie baulich erweitert. 1880 wurde die Pfarrei mit der Nachbarpfarrei Haßfelden vereinigt.
Bis 1937 gehörte auch der Weiler Niedersteinach zur Kirchengemeinde Altenberg. Durch Bekanntmachung vom 10. März 1937 wurde dieser in die Kirchengemeinde Obersteinach umgegliedert.

#### Kirchengemeinde Haßfelden
Die Kirchengemeinde Haßfelden umfasst den Wohnplatz Haßfelden mit dem zugehörigen Weiler Landturm der Gemeinde Wolpertshausen. Der Hauptort Wolpertshausen gehört zur Kirchengemeinde Reinsberg. Die Michaelskirche Haßfelden steht in einem ummauerten Kirchhof. Das Schiff wurde 1701 umgebaut. Der Chorturm ist im unteren Teil noch gotisch.
Die Kirchengemeinde Haßfelden gehörte bis 1934 bereits zum Kirchenbezirk Schwäbisch Hall, wurde dann durch Bekanntmachung des Oberkirchenrats vom 15. August 1934 in den Kirchenbezirk Langenburg umgegliedert und gelangte nach dessen Auflösung 1976 wieder zum Kirchenbezirk Schwäbisch Hall.

#### Kirchengemeinde Obersteinach
Die Kirchengemeinde Obersteinach (ca. 400) umfasst den Stadtteil Obersteinach mit den zugehörigen Weilern Söllbot, Sandelsbronn, Niedersteinach und Windisch-Brachbach der Stadt Ilshofen, wobei Niedersteinach bis 1937 noch zur Kirchengemeinde Altenberg gehörte und erst durch Bekanntmachung vom 10. März 1937 der Kirchengemeinde Obersteinach angegliedert wurde. Eine Kirche als Filiale von Bächlingen wurde bereits 1285 erwähnt. 1290 kam das Patronatsrecht von Hohenlohe an den Deutschen Orden. Dennoch konnte Hohenlohe die Reformation einführen. 1497 wird die Kirche als Peter- und Paul-Kirche bezeichnet. Nach einem Brand wurde die Kirche 1650 neu erbaut. 1757 erhielt sie einen neuen Turm.

### Kirchengemeinde Reinsberg
Die heutige Kirchengemeinde Reinsberg (ca. 1.050) umfasst die Gemeinde Wolpertshausen ohne den Wohnplatz Haßfelden (mit Landturm), der eine eigene Kirchengemeinde innerhalb der Gesamtkirchengemeinde Obersteinach bildet.

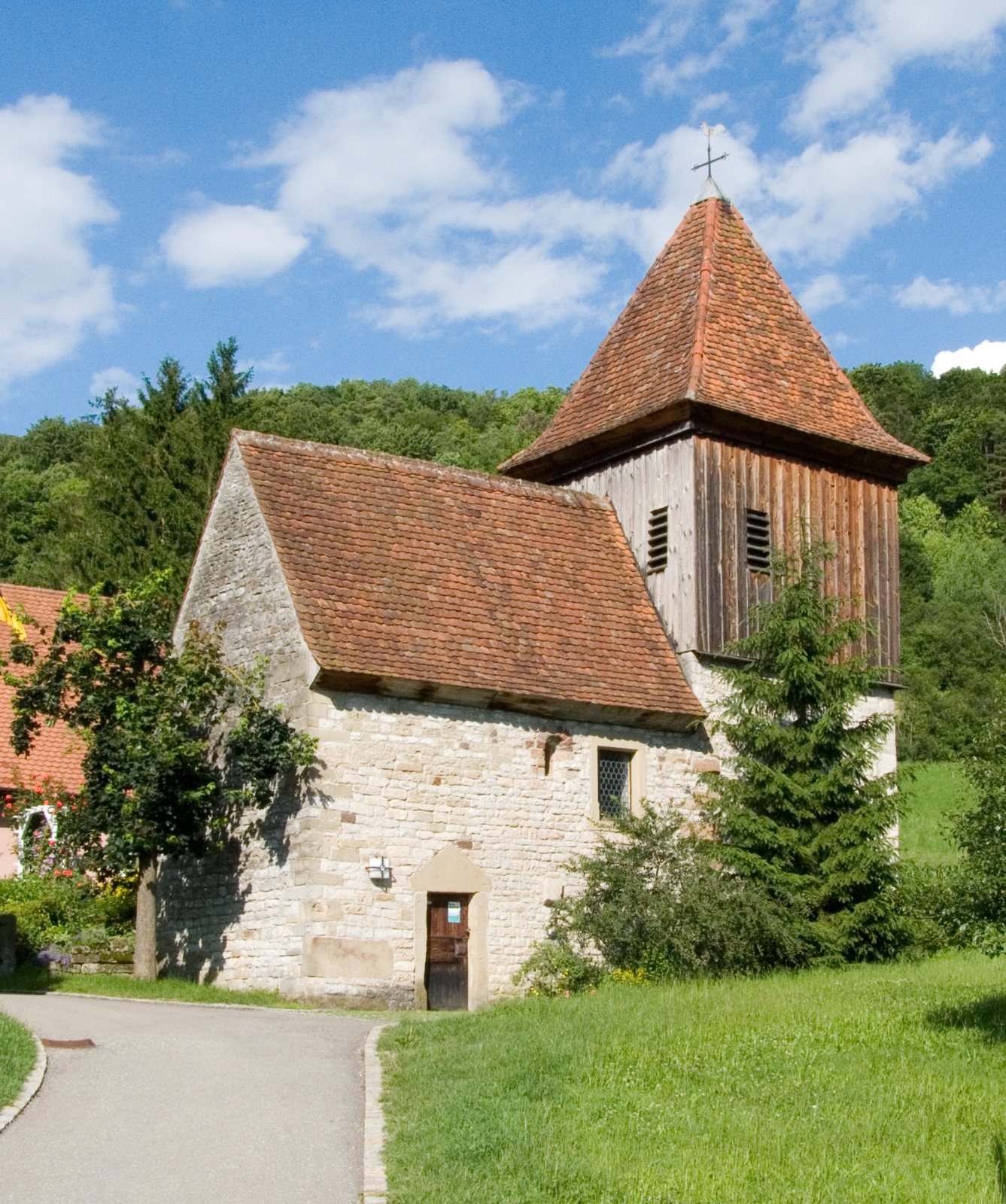
Die Allerheiligen-Kapelle in Unterscheffach

Die Kirchengemeinde Reinsberg wurde im Jahre 1248 gegründet. Der Reinsberger Pfarrer Herolt legte als erster Pfarrer im Haller Raum den Zölibat nieder (1529) und ließ sich trauen. Er wurde wenig später als Dekan nach Hall geholt.
Die Pfarrkirche St. Peter in Reinsberg gehörte 1248 dem Kloster Comburg. Die Reichsstadt Schwäbisch Hall führte die Reformation ein. Zur Pfarrei gehörte stets auch Wolpertshausen, wo es keine Kirche gibt. Im zugehörigen Unterscheffach gibt es jedoch eine Allerheiligenkapelle. Sie wurde 1414 erstmals erwähnt und 1466 als „Zu den 11.000 Märtyrern und der Hl. Maria Magdalena“ bezeichnet. Damals wurde eine Frühmesspfründe gestiftet. 1841 wurde die Kapelle profaniert. 1971 wurde sie renoviert. Seither werden dort gelegentlich auch wieder Gottesdienste gefeiert. Der ursprünglich romanische Turmchor wurde spätgotisch umgestaltet. Wahrscheinlich handelt es sich um eine ehemalige Burgkapelle.
Bis 2001 bildete die Kirchengemeinde Reinsberg mit der benachbarten Kirchengemeinde Cröffelbach die Gesamtkirchengemeinde Reinsberg. In Cröffelbach gibt es eine Kapelle, ehemals St. Ulrich, mit einem kreuzrippengewölbten Turmchor und einem runden Chorbogen. Mit Wirkung vom 11. November 2001 wurde die Kirchengemeinde Cröffelbach aufgelöst und ihr Gebiet der Kirchengemeinde Reinsberg angegliedert. Gleichzeitig wurde die Gesamtkirchengemeinde Reinsberg aufgelöst.

### Kirchengemeinde Rieden

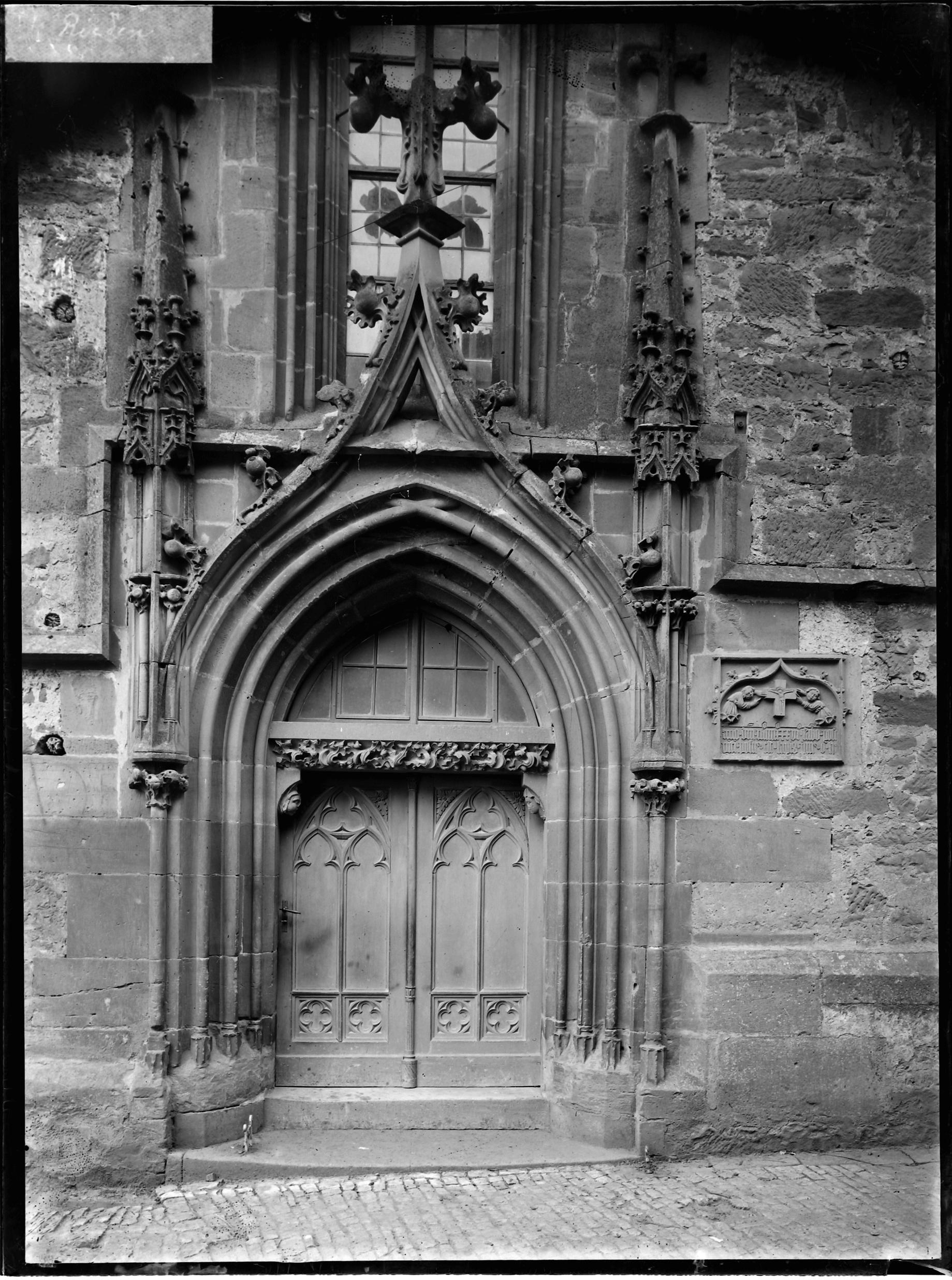
Evang. Kirche Rieden

Die Kirchengemeinde Rieden (ca. 800) umfasst den Ortsteil Rieden mit den zugehörigen Weilern der Gemeinde Rosengarten sowie den zum Schwäbisch Haller Stadtteil Bibersfeld gehörigen Weiler Sittenhardt. Kirchlich gehörte Rieden zunächst zu Westheim. Um 1430 wurde ein irdenes Kreuz gefunden, welches eine Wallfahrt begründete. 1435 wurden zwei Kaplaneien gestiftet, die zum Bau einer Kapelle zu den Heiligen Maria, Sebastian, Katharina und Barbara führte. Das Patronat hatte das Kloster Murrhardt. Dann gelangte es an die Reichsstadt Schwäbisch Hall, welche die Reformation einführte und fortan den Ort kirchlich betreute. 1843 wurde eine Pfarrverweserei eingerichtet und 1872 eine eigene Pfarrei. Die Kirche ist ein spätgotischer Bau nach dem Vorbild der St. Michaelskirche in Schwäbisch Hall. Der Chor von 1486 erhielt erst 1937 sein bereits ursprünglich geplantes Netzgewölbe. Die Innenausstattung ist spätgotisch und umfasst einen Altar aus dem Jahr 1510 und einen Seitenaltar. An der Schiffswand befindet sich ein Wandbild des Heiligen Christophorus von 1490. Ein Grabstein eines Senfft von Sulburg mit Bildnis stammt aus der Mitte des 15. Jahrhunderts.
Der Weiler Wielandsweiler gehörte bis 1947 teilweise ebenfalls zur Kirchengemeinde Rieden. Durch Bekanntmachung vom 7. März 1947 wurde dieser der Kirchengemeinde Bibersfeld zugeordnet.

### Kirchengemeinde Ruppertshofen
Die Kirchengemeinde Ruppertshofen (ca. 432) umfasst den Stadtteil Ruppertshofen der Stadt Ilshofen. Eine Martinskirche wird in Ruppertshofen bereits 1285 erstmals erwähnt. Das Patronat war würzburgisches Lehen und kam 1303 über die Grafen von Flügelau 1313 an Hohenlohe. Zur Pfarrei gehörte auch Dünsbach und Morstein, bis dort 1866 eine eigene Pfarrei errichtet wurde. Nach der Reformation kamen auch Leofels und Hessenau zur Pfarrei Ruppertshofen. Die heutige Kirche hat einen gotischen Turm und ein Schiff, das 1620 durch einen Fachwerkaufsatz erhöht wurde. 1968/69 wurde die Kirche renoviert und vergrößert. Heute wird die Kirchengemeinde Ruppertshofen vom Pfarramt Dünsbach, das im 19. Jahrhundert von Ruppertshofen abgetrennt wurde, betreut. Zunächst gehörte die Kirchengemeinde Ruppertshofen zum Kirchenbezirk Langenburg, dann ab 1. Januar 1976 durch dessen Zusammenschluss zum Kirchenbezirk Blaufelden. Am 1. Januar 2017 wurde die Kirchengemeinde aus dem Bezirk Blaufelden herausgelöst und dem Kirchenbezirk Schwäbisch Hall zugeordnet, zu dem auch alle anderen Stadtteile von Ilshofen gehören.

### Gesamtkirchengemeinde Schwäbisch Hall
Die Gesamtkirchengemeinde umfasst die Kernstadt von Schwäbisch Hall mit allen zugehörigen Weilern und neuen Baugebieten. Sie besteht aus den fünf Kirchengemeinden St. Michael und St. Katharina (Innenstadt, Zusammenschluss der beiden ehemals selbständigen Kirchengemeinden 2004), Johannes-Brenz-Kirchengemeinde (Rollhof, Reifenhof, gegründet 1955), Kreuzäckerkirchengemeinde (Kreuzäckersiedlung, gegründet 1964), Sophie-Scholl-Kirchengemeinde (Heimbachsiedlung, Teurershof, gegründet 1992) und Lukaskirchengemeinde (Hagenbach, gegründet 1976). Seit 2002 gehört auch der als „Gemeinschaftsgemeinde“ ohne Gebietsfestschreibung integrierte Ortsverein des Süddeutschen Gemeinschaftsverbands zur Gesamtkirchengemeinde.
Das Gebiet der Stadt Schwäbisch Hall gehörte ursprünglich zum Bistum Würzburg und war dem Landkapitel Hall zugeordnet. Der vom Rat zum Prediger von St. Michael berufene Theologe Johannes Brenz führte in der Reichsstadt ab 1522 die Reformation ein. Die Pfarreien aller Gemeinden im Gebiet der Reichsstadt bildeten danach de facto eine hällische Landeskirche unter der Oberaufsicht des reichsstädtischen Rates. Die letzte katholische Kirche in der Stadt (St. Johann) wurde bereits 1534 geschlossen. Zwischen 1548 und 1558/1559 gab es vorübergehend wieder katholische Geistliche in der Stadt. Danach war die Stadt bis zum 19. Jahrhundert rein protestantisch. Neben der Pfarrei St. Michael gab es in der eigentlichen Stadt noch die Pfarreien St. Katharina, die Heilig Geist-Pfarrei (ehem. Hospitalpfarrei), St. Urban in Unterlimpurg und St. Johann (ehem. Johanniterkirche), sowie eine weitere Pfarrei in Gottwollshausen. Nach dem Übergang an Württemberg hob man alle Pfarreien bis auf St. Michael und St. Katharina 1812 auf. Die Heilig-Geist-Kirche und die Kirche St. Johannes wurden profaniert. St. Urban blieb als Predigstelle der Pfarreien St. Michael und St. Katharina erhalten. St. Michael wurde Sitz eines Dekanats der Evangelischen Landeskirche in Württemberg. Infolge starken Wachstums der Stadt wurden nach dem Zweiten Weltkrieg neue Kirchengemeinden und Pfarreien gegründet, die heute die Gesamtkirchengemeinde bilden. Räumlich im Gebiet der Gesamtkirchengemeinde hat das Evangelische Diakoniewerk Schwäbisch Hall (DIAK) seinen Sitz und viele Einrichtungen. Dazu gehört auch die Auferstehungskirche, die 1963 als Ersatz für den „Kapellsaal“ (Diakonissenkirche; Abriss 2014) von 1903 errichtet wurde.

#### Johannes-Brenz-Kirchengemeinde Schwäbisch Hall
Die Johannes-Brenz-Kirchengemeinde Schwäbisch Hall (ca. 1.750) umfasst die Wohnbereiche bzw. Stadtteile Rollhof, Reifenhof, das Dorf Heimbach, die Stadtheide und das Industriegebiet West der Stadt Schwäbisch Hall. Infolge starken Wachstums der Stadt Schwäbisch Hall nach dem Zweiten Weltkrieg waren die beiden bisherigen Kirchengemeinden St. Michael und St. Katharina zu groß geworden. Daher wurde 1955 auf dem Rollhof eine neue Kirche, die Johannes-Brenz-Kirche erbaut und durch Bekanntmachung des Oberkirchenrats vom 24. Februar 1956 die selbständige Johannes-Brenz-Kirchengemeinde als weitere Teilkirchengemeinde innerhalb der Gesamtkirchengemeinde Schwäbisch Hall errichtet. Das Kultusministerium hatte mit Schreiben vom 25. November 1955 die neue Kirchengemeinde als Körperschaft des öffentlichen Rechts anerkannt. Das Gebiet der Johannes-Brenz-Kirchengemeinde gehörte bis dahin überwiegend zur Kirchengemeinde St. Katharina. Lediglich das Dorf Heimbach gehörte bis dahin zur Kirchengemeinde Michelfeld. Im Gegenzug erhielt die Kirchengemeinde Michelfeld dann den Lehenhof sowie ein kleines Teilgebiet bei Heimbach. Diese Gebiete gehörten zuvor zur Kirchengemeinde St. Katharina.

#### Kreuzäckerkirchengemeinde Schwäbisch Hall

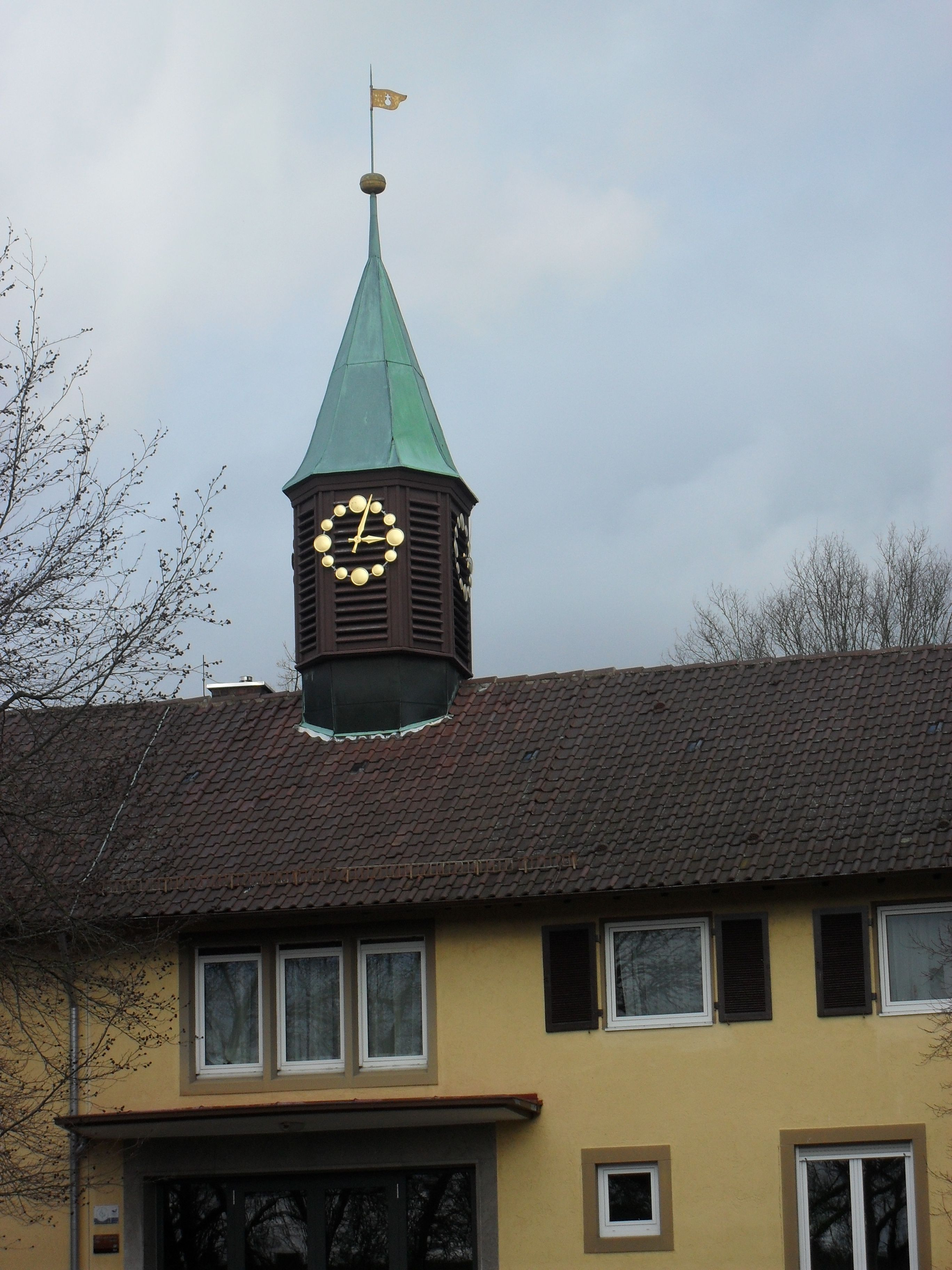
Kreuzäckerkirche in Schwäbisch Hall

Die Kreuzäckerkirchengemeinde Schwäbisch Hall (ca. 1.580) umfasst den Stadtteil Kreuzäcker der Stadt Schwäbisch Hall. Die Kreuzäckerkirchengemeinde Schwäbisch Hall wurde durch Bekanntmachung des Oberkirchenrats vom 4. Januar 1965 als zweite neue evangelische Gemeinde nach dem Zweiten Weltkrieg in Schwäbisch Hall, nach der Johannes-Brenz-Kirchengemeinde, im Verband der Gesamtkirchengemeinde Schwäbisch Hall gegründet. Das Kultusministerium hatte die neue Kreuzäckerkirchengemeinde mit Schreiben vom 5. Oktober 1964 als Körperschaft des öffentlichen Rechts anerkannt. Das Kreuzäckergemeindezentrum war bereits 1956 erbaut worden.

#### Lukaskirchengemeinde Schwäbisch Hall
Die Lukaskirchengemeinde Schwäbisch Hall (ca. 1.680) umfasst den Stadtteil Hagenbach, die Hirtenäckersiedlung und die Tullauer Höhe der Stadt Schwäbisch Hall. Nach der Johannes-Brenz-Kirche und der Kreuzäckerkirche wurde 1976 eine dritte evangelische Kirche nach dem Zweiten Weltkrieg in Schwäbisch Hall, die Lukaskirche, erbaut. Mit Wirkung vom 1. Januar 1976 wurden die bis dahin zur Kirchengemeinde St. Katharina Schwäbisch Hall gehörigen Gemeindeglieder von dieser Kirchengemeinde losgelöst und die selbständige „Kirchengemeinde Tullauer Höhe-Hagenbach“ errichtet. Sie wurde dem Verband der Gesamtkirchengemeinde Schwäbisch Hall eingegliedert. Das Kultusministerium hatte die neue Kirchengemeinde mit Schreiben vom 29. April 1975 als Körperschaft des öffentlichen Rechts anerkannt. Durch Bekanntmachung des Oberkirchenrats vom 2. September 1986 wurde die Kirchengemeinde Tullauer Höhe-Hagenbach in „Lukaskirchengemeinde Schwäbisch Hall“ umbenannt.

#### Kirchengemeinde Schwäbisch Hall St. Michael und St. Katharina
Die Kirchengemeinde Schwäbisch Hall St. Michael und St. Katharina (ca. 2.450) umfasst die Innenstadt von Schwäbisch Hall.

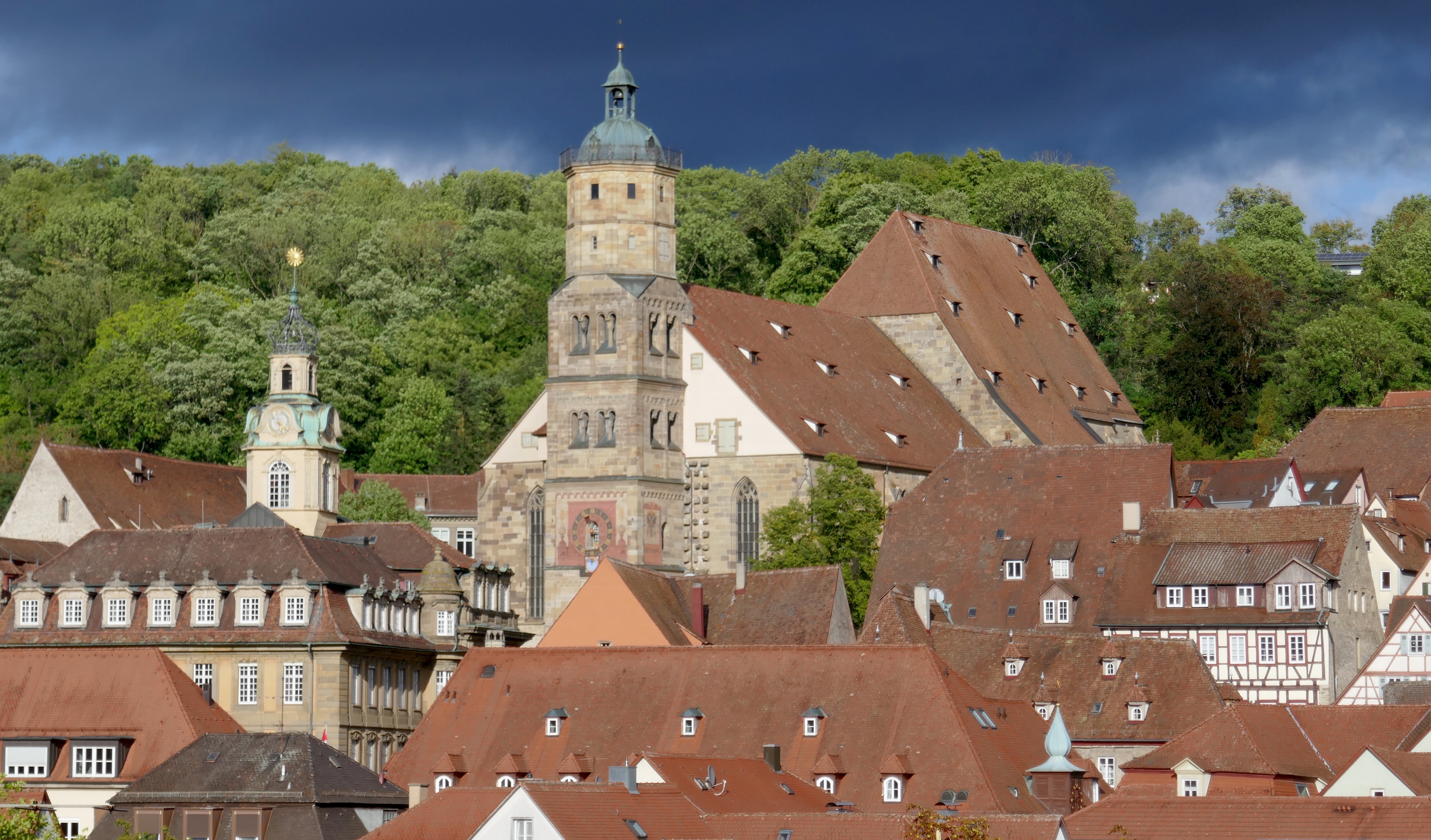
St. Michael in Schwäbisch Hall

St. Michael, die Hauptkirche der Stadt mit der berühmten Freitreppe, ist 1156 geweiht worden. Sie gehörte ursprünglich zur Pfarrei Steinbach, von der sie 1508 getrennt wurde. Der süddeutsche Reformator Johannes Brenz und der einheimische Pfarrer Michael Gräter an St. Katharina führten die Reformation ein. Die Michaelskirche wurde baulich mehrfach verändert. Vom ursprünglichen Bau des 12. Jahrhunderts ist noch der romanische Westturm erhalten, der 1718 eine Laterne erhielt.

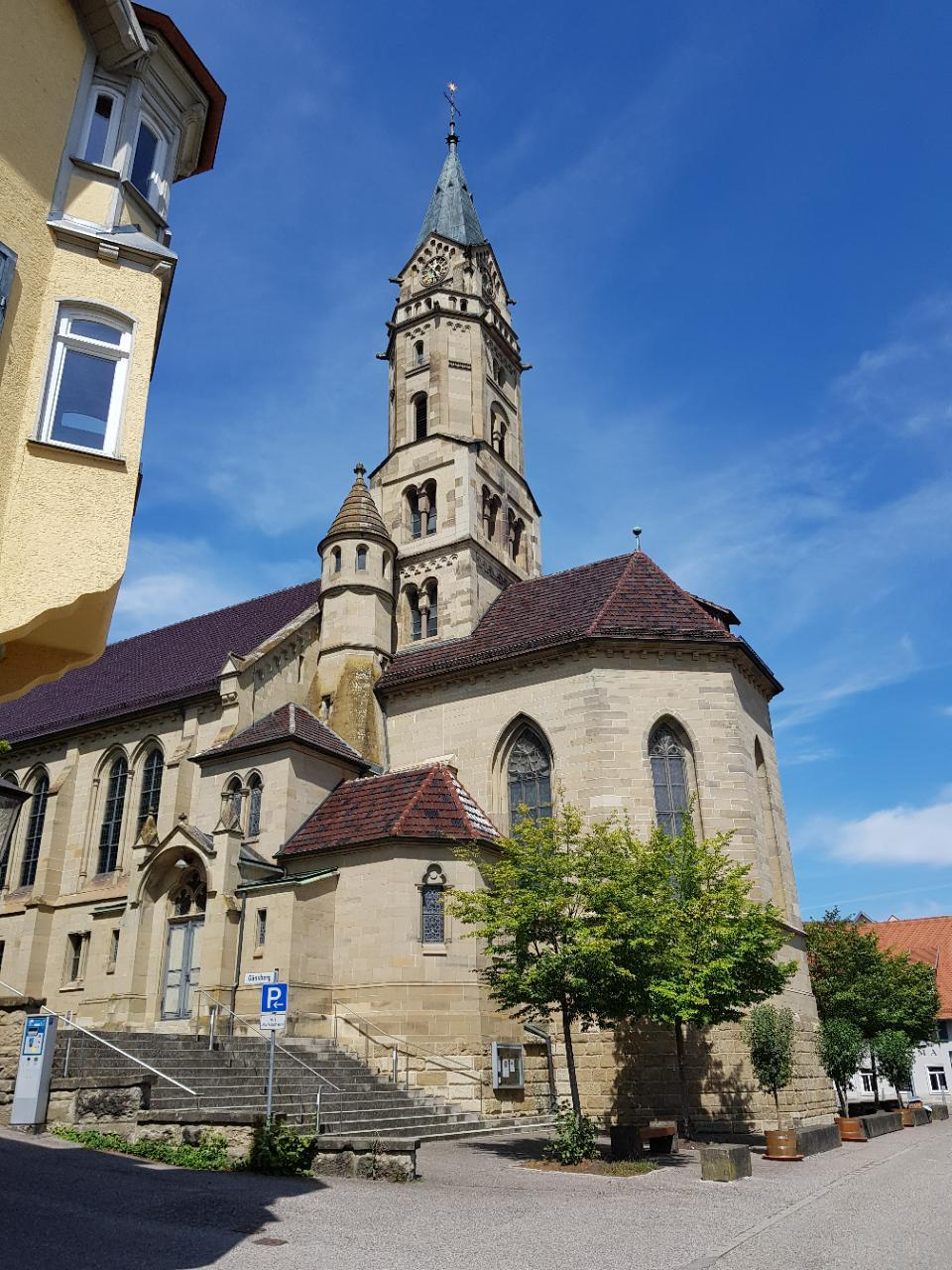
St. Katharina in Schwäbisch Hall

Die Katharinenkirche aus dem 10. Jahrhundert wurde 1526 vom Kloster Murrhardt, welches das Patronatsrecht der Kirche innehatte, erworben. Vom spätromanischen Bau ist nur das Querschiff und der Turm erhalten. Das Schiff wurde 1900 abgerissen und durch einen Neubau ersetzt.
Mit Wirkung vom 1. Januar 2004 wurde die Kirchengemeinde St. Michael Schwäbisch Hall aufgelöst und ihr Gemeindebezirk der Kirchengemeinde St. Katharina Schwäbisch Hall angegliedert. Gleichzeitig wurde die neu entstandene Kirchengemeinde St. Katharina Schwäbisch Hall in Kirchengemeinde St. Michael und St. Katharina Schwäbisch Hall umbenannt.

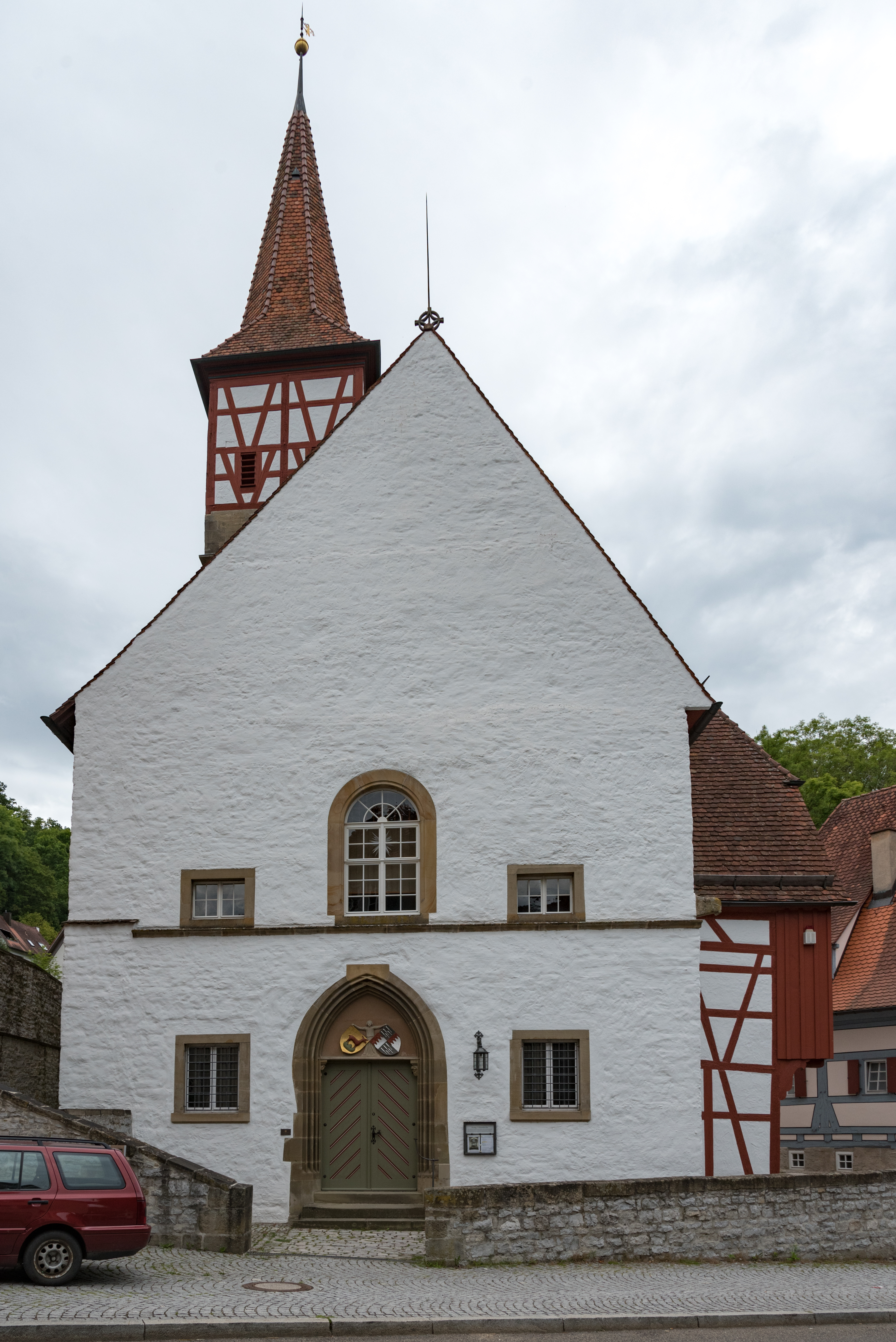
Urbanskirche in Schwäbisch Hall

Zur Kirchengemeinde St. Michael und St. Katharina gehört auch die Urbanskirche in der Vorstadt Unterlimpurg, die bis 1812 eigene Pfarrkirche war. Eigentlich ist es eine Marienkirche. Ihr heutiger Name beruht auf einem Lesefehler des 16. Jahrhunderts, als aus „ecclesia sub urbana“, d. h. Vorstadtkirche, St. Urban wurde. Das Gotteshaus wurde durch die Schenken von Limpurg als Kapelle unterhalb ihrer Burg Limpurg erbaut und noch vor 1250 um einen Chor und einen Turm erweitert. Um 1450 wurde die Kirche nach Norden und Süden erweitert. 1698 erhielt der nach Westen überhängende Turm einen Fachwerk-Aufsatz. Jeden 1. und 3. Sonntag des Monats findet hier ein Gottesdienst statt.
Bis 1956 gehörte auch die Schwäbisch Haller Stadtteile Rollhof, Heimbachsiedlung und Stadtheide sowie der Lehenhof zur Kirchengemeinde St. Katharina. 1956 wurden diese Gebiete abgetrennt und aus dem überwiegenden Teil dieses Gebiets die neue Johannes-Brenz-Kirchengemeinde gebildet. Lediglich der Lehenhof wurde der Kirchengemeinde Michelfeld zugeordnet, die ihrerseits das Dorf Heimbach an die neue Johannes-Brenz-Kirchengemeinde abtrat. Die Heimbachsiedlung gehört inzwischen zur Sophie-Scholl-Kirchengemeinde.

#### Sophie-Scholl-Kirchengemeinde Schwäbisch Hall
Die Sophie-Scholl-Kirchengemeinde Schwäbisch Hall (ca. 2.100) umfasst die Stadtteile Heimbachsiedlung und Teurershof der Stadt Schwäbisch Hall. Sie wurde am 9. Juli 1992 als jüngste evangelische Kirchengemeinde innerhalb der Gesamtkirchengemeinde Schwäbisch Hall unter dem Namen „Evangelische Kirchengemeinde auf dem Teurershof“ gegründet. Nach dem Bau des Gemeindezentrums erhielt die neue Kirchengemeinde mit Verfügung vom 26. August 2003 den Namen Evangelische Sophie-Scholl-Kirchengemeinde Schwäbisch Hall.

### Gesamtkirchengemeinde Steinbach
Die Gesamtkirchengemeinde Steinbach (ca. 650) umfasst den Stadtteil Steinbach der Stadt Schwäbisch Hall sowie den Ortsteil Tullau der Gemeinde Rosenberg. Sie wurde mit Verfügung vom 7. Juni 1978 aus den beiden Kirchengemeinden Steinbach und Tullau gebildet. Das Kultusministerium hatte am 23. Mai 1978 die Gesamtkirchengemeinde Steinbach als Körperschaft des öffentlichen Rechts anerkannt.

#### Kirchengemeinde Steinbach
Die Kirchengemeinde Steinbach umfasst den Stadtteil Steinbach der Stadt Schwäbisch Hall. Steinbach blieb infolge der Zugehörigkeit zur Comburg nach der Reformation überwiegen katholisch. Erst nach dem Zweiten Weltkrieg zogen auch Protestanten in den Ort. Sie konnten sich schließlich 1968 eine eigene Kirche, die Martinskirche, erbauen und auch eine eigene Kirchengemeinde gründen. Das Pfarramt Steinbach betreut seither auch die Nachbarkirchengemeinde Tullau, mit der sie seit 1978 eine Gesamtkirchengemeinde bildet.

#### Kirchengemeinde Tullau

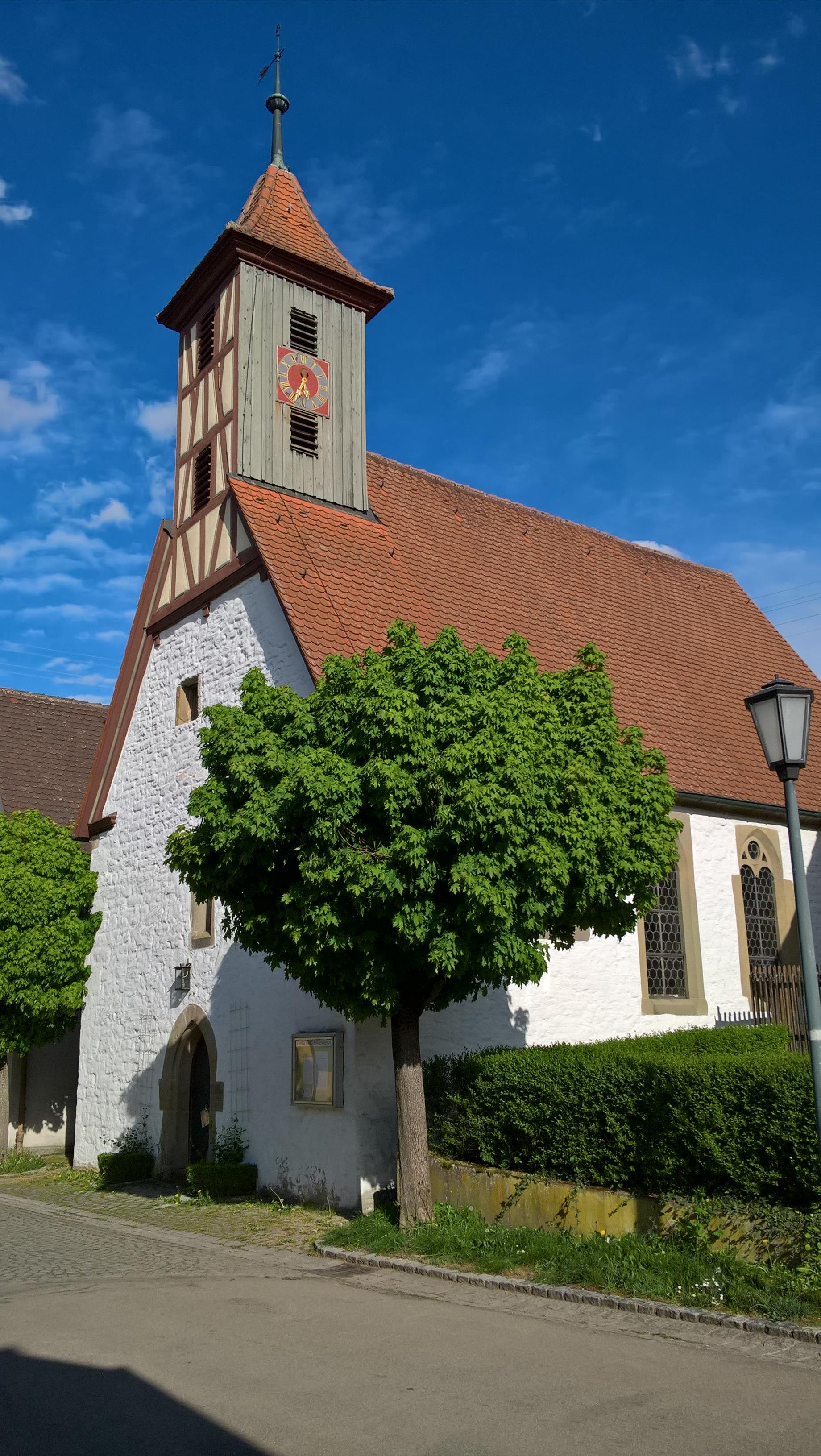
Evang. Kirche Tullau

Die Kirchengemeinde Tullau umfasst den Ortsteil Tullau der Gemeinde Rosengarten. Kirchlich war Tullau zunächst Filiale von Westheim. Ab 1683 wurde die Gemeinde von Schwäbisch Hall aus betreut. 1835 gehörte der Ort zur Pfarrei St. Urban. Doch hatte Tullau bereits eine 1437 erstmals genannte Kapelle zu Unserer Lieben Frau, ab 1701 St. Wolfgang. Die kleine Wolfgangskirche besitzt einen spätgotischen Flügelaltar von 1510. Nach Einrichtung der evangelischen Pfarrei Steinbach wurde dieser auch die Kirchengemeinde Tullau zugeordnet. Beide Kirchengemeinden bilden seit 1978 die Gesamtkirchengemeinde Steinbach. Mit Wirkung vom 7. September 2000 wurde das Gebiet der Kirchengemeinde Tullau um den Wohnplatz „Barbenfeld“, der bisher zur Kirchengemeinde Westheim gehörte, vergrößert.

### Kirchengemeinde Stöckenburg

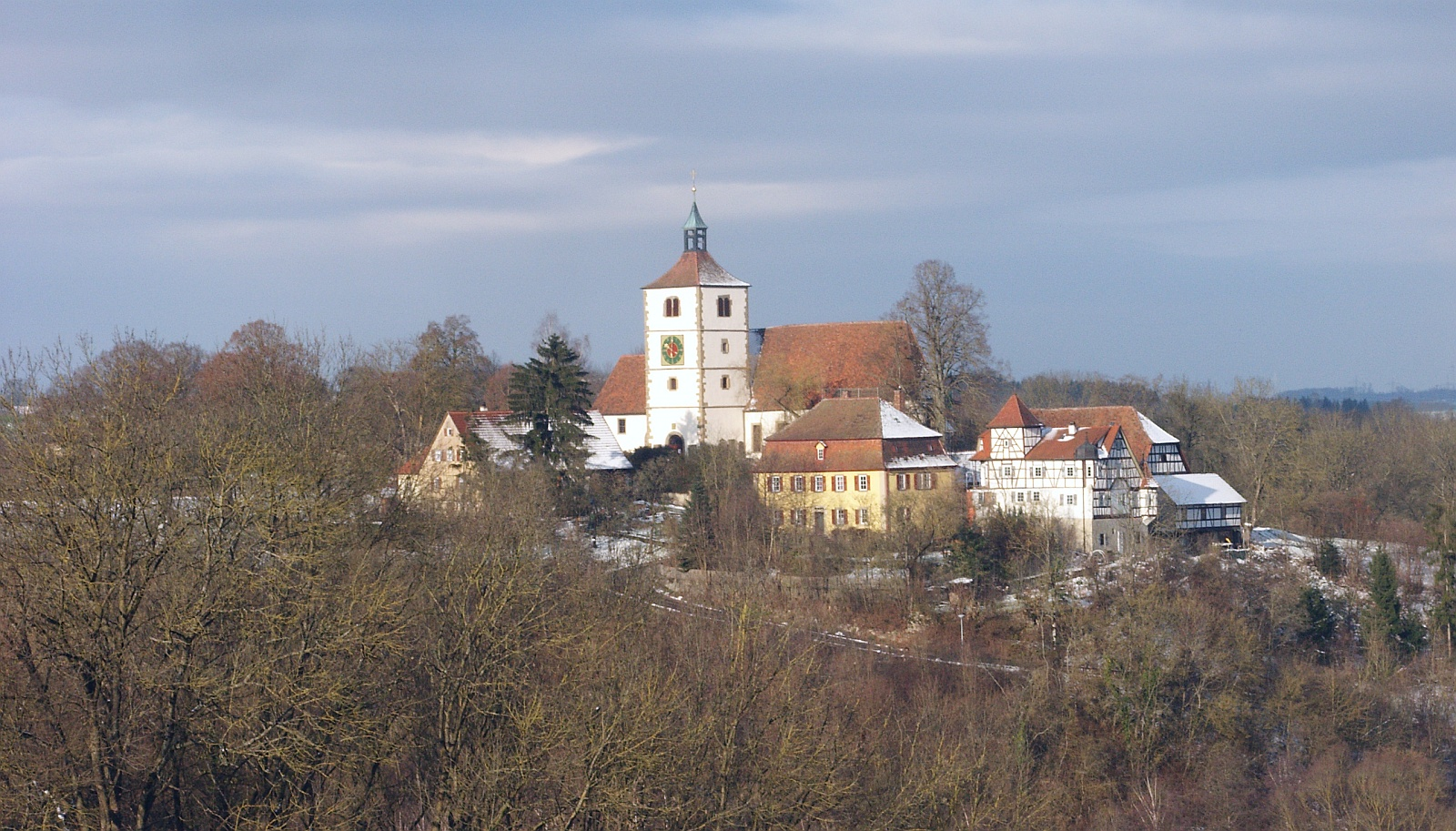
Evang. Kirche Vellberg-Stöckenburg

Die Kirchengemeinde Stöckenburg (ca. 1900 Personen) umfasst die Kernstadt und die zugehörigen Weiler Dürrsching, Eschenau, Merkelbach (kam erst durch Bekanntmachung vom 18. Juni 1941 von der Kirchengemeinde Untersontheim zu Stöckenburg), Schneckenweiler, Stöckenburg und Talheim der Stadt Vellberg. In der Kernstadt Vellberg, dem sogenannten Städtle, gibt es keine Kirche, lediglich eine Kapelle im Schloss Vellberg. Pfarrkirche Vellbergs war seit jeher die St. Martin auf der benachbarten Stöckenburg, die auf einem Umlaufberg des Flusses jenseits der Bühler liegt. Diese wurde wohl im 8. Jahrhundert gegründet und dürfte somit eine der ältesten Kirchen des gesamten Raumes sein. Sie gehörte dem Bistum Würzburg und war Pfarrkirche für ein größeres Umland, das sich erst im Laufe der Zeit durch Gründung eigener Pfarreien verkleinerte. 823 wird die Kirche als Basilica St. Martin bezeichnet. Sie war auch Pfarrkirche der Burgkapelle St. Georg in Vellberg, welche nie Pfarrrechte besaß. 1404 wurde das Patronat der Kirche von Würzburg an das Stift Öhringen verliehen. Hohenlohe, als Schirmherr des Stifts, verkaufte das Patronat an die Herren von Vellberg, die gegen den Widerstand Würzburgs die Reformation einführten. 1592 belehnte Würzburg die Echter von Mespelbrunn mit dem Patronat der Kirche, mit der Auflage, die katholische Konfession wieder durchzusetzen. Dies misslang, da die Reichsstadt Schwäbisch Hall ab 1595 als Nachfolger der Vellberger das Episkopatrecht besaß und stets einen evangelischen Pfarrer einsetzte. Auch die Belehnung des Stifts Comburg mit der Kirche konnte die Wiedereinführung der katholischen Konfession nicht begünstigen. Lediglich von 1628 bis 1630 war ein katholischer Geistlicher auf der Stöckenburg. In jener Zeit trennte Schwäbisch Hall die Burgkapelle St. Georg in Vellberg ab und vereinigte sie mit der Pfarrei Anhausen, die später aufgehoben wurde. Die ursprüngliche Basilica St. Martin ist nicht mehr vorhanden. Die heutige Kirche wurde im 15. und 16. Jahrhundert neu erbaut. Der Chor beherbergt einen Altar aus dem Jahr 1435. Das Schiff wurde 1560 erneuert. Es besitzt Decken- und Wandmalereien sowie Grabmäler der Herren von Vellberg.
Die Schlosskapelle St. Georg stammt aus dem 14. Jahrhundert. Sie besitzt Fresken aus dem Jahr 1549. Sie wurde später profaniert und erst seit 1929 wieder für kirchliche Zwecke verwendet. 1961 wurde sie renoviert. Sie dient vor allem Trauungen.
Bis 1931 gehörte auch Steinehaig zur Kirchengemeinde Stöckenburg. Durch Bekanntmachung des Oberkirchenrats vom 22. Januar 1931 wurde Steinehaig von der Kirchengemeinde Stöckenburg getrennt und der Kirchengemeinde Oberspeltach im Kirchenbezirk Crailsheim angegliedert.

### Kirchengemeinde Sulzdorf
Die Kirchengemeinde Sulzdorf (ca. 1.900) umfasst den Stadtteil Sulzdorf mit den zugehörigen Weilern der Stadt Schwäbisch Hall. Kirchlich gehörte Sulzdorf zunächst zur Stöckenburg. Das Patronat kam 1541 von Comburg an die Reichsstadt Schwäbisch Hall, welche die Reformation einführte. 1545 gelangte Sulzdorf zur Pfarrei Anhausen. 1837 wurde Sulzdorf eigene Pfarrei. Die St. Margaretenkirche wurde im Zweiten Weltkrieg 1945 zerstört und 1949/50 wieder aufgebaut. Die Kirche in Anhausen, 1403 zu Unserer Lieben Frau genannt, ab 1503 St. Bartholomäus, wurde 1865 abgebrochen.

### Kirchengemeinde Tüngental

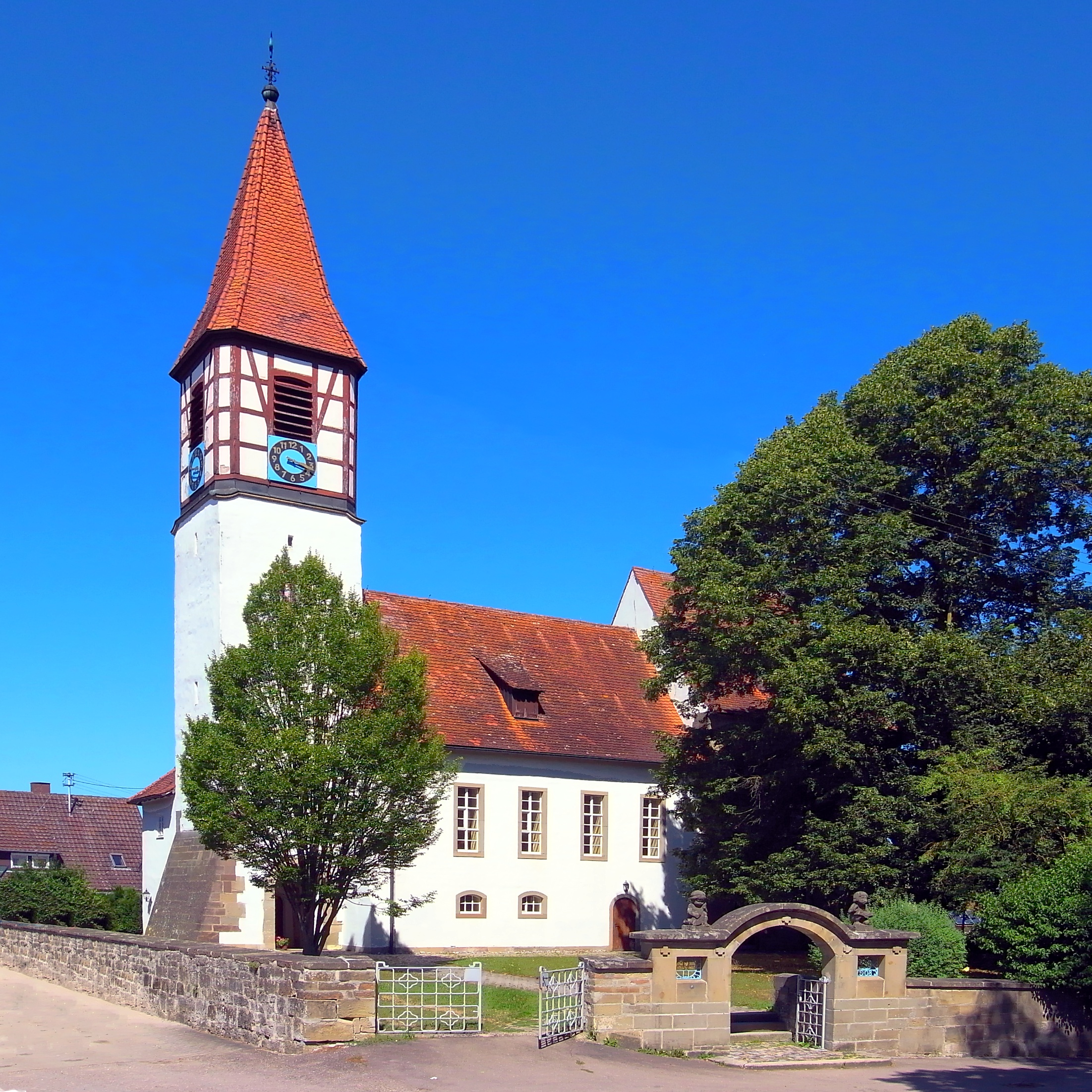
Marienkirche in Tüngental

Die Kirchengemeinde Tüngental (ca. 980) umfasst den Stadtteil Tüngental mit den zugehörigen Weilern der Stadt Schwäbisch Hall. Die Kirche, zu Unserer Lieben Frau (heute Marienkirche) hat ihre Ursprünge vermutlich bereits im 10. Jahrhundert. Erstmals genannt wurde sie aber erst 1214, Patronatsherr war das Kloster Comburg. Die Reichsstadt Schwäbisch Hall führte die Reformation ein und ordnete der Pfarrei auch den Nachbarort Hessental zu. Hessental bildete später eine Filialkirchengemeinde von Tüngental und gehörte damit zur Gesamtkirchengemeinde Tüngental. Durch Bekanntmachung des Oberkirchenrats vom 31. Januar 1940 wurde die Filialkirchengemeinde Hessental von der Muttergemeinde Tüngental gelöst und zur selbstständigen Kirchengemeinde erhoben. Gleichzeitig wurde die Gesamtkirchengemeinde Tüngental aufgehoben. Hessental wurde dann auch eigene Pfarrei.
Die Kirche in Tüngental wurde im Zweiten Weltkrieg weitgehend zerstört und danach wiederaufgebaut. Dabei fand man Fundamente einer um 1050 erbauten Kirche. Innerhalb der Fundamente entdeckte man Grundmauern einer noch älteren Kirche. An die Kirche ist das Gemeindehaus mit Räumen für die verschiedenen Gruppen und Kreise angebaut.
Durch Bekanntmachung des Oberkirchenrats vom 22. Januar 1953 gab es eine kleine Gebietsbereinigung im Bereich des Flugplatzes zwischen der Kirchengemeinde Hessental und der Kirchengemeinde Tüngental zugunsten von Tüngental.

### Kirchengemeinde Untermünkheim

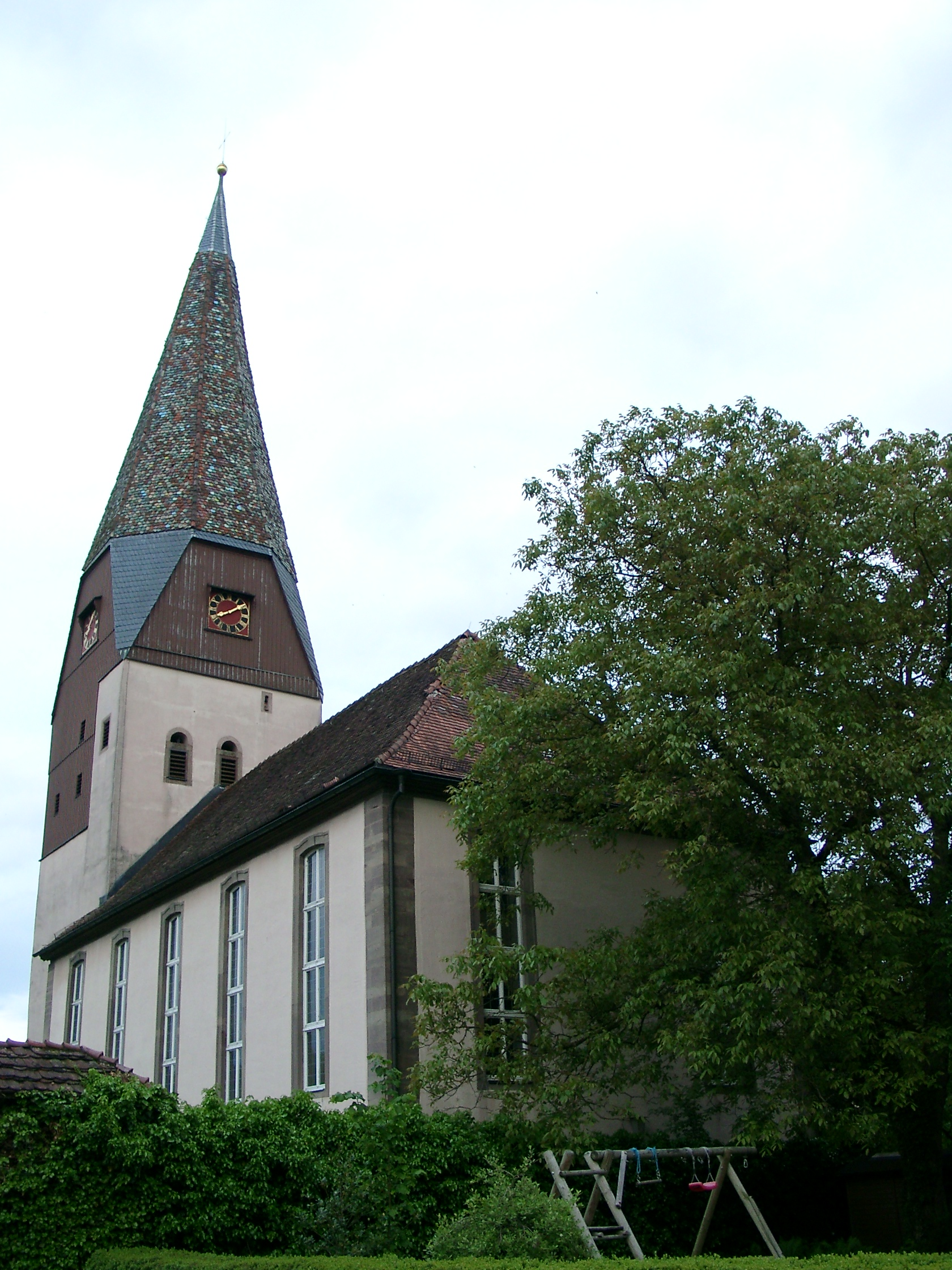
Evang. Kirche Untermünkheim

Die Kirchengemeinde Untermünkheim umfasst den Hauptort und die Ortsteile Enslingen und Übrighausen der Gemeinde Untermünkheim. Eine Kirche wurde 1285 erstmals erwähnt. Ab 1479 wird sie St. Kilianskirche genannt. Von Hohenlohe gelangte das Patronatsrecht 1382 an das Kloster Goldbach. Die Reichsstadt Schwäbisch Hall führte 1541 die Reformation ein, danach fiel der Ort wieder an Hohenlohe. Die heutige Kirche hat noch romanische und gotische Teile im Turmchor. Das Schiff wurde 1788 neu erbaut. Von der einstigen Friedhofsmauer ist noch ein Tor erhalten. Neben der Kilianskirche wurde 1998 ein Gemeindehaus erbaut.
Die früher selbständige Kirchengemeinde Enslingen (ca. 600) umfasst den Ortsteil Enslingen der Gemeinde Untermünkheim. Kirchlich war Enslingen zunächst Filiale von Untermünkheim. Eine Kapelle St. Briccius wurde bereits 1392 erwähnt, ist aber wohl älter. 1405 wurde in Enslingen eine Messkaplanei gestiftet. 1414 wurde die Kapelle neu erbaut. Die Hohenloher errichteten nach der Reformation ein Diakonat, das abwechselnd von Hohenlohe-Langenburg und Hohenlohe-Waldenburg besetzt wurde. Die heutige Kirche hat noch einen gotischen kreuzrippengewölbten Turmchor mit Malereien und einen romanischen Chorbogen. Das Schiff wurde 1738 und 1845 erweitert. Die Kanzel stammt von 1577.

### Kirchengemeinde Westheim

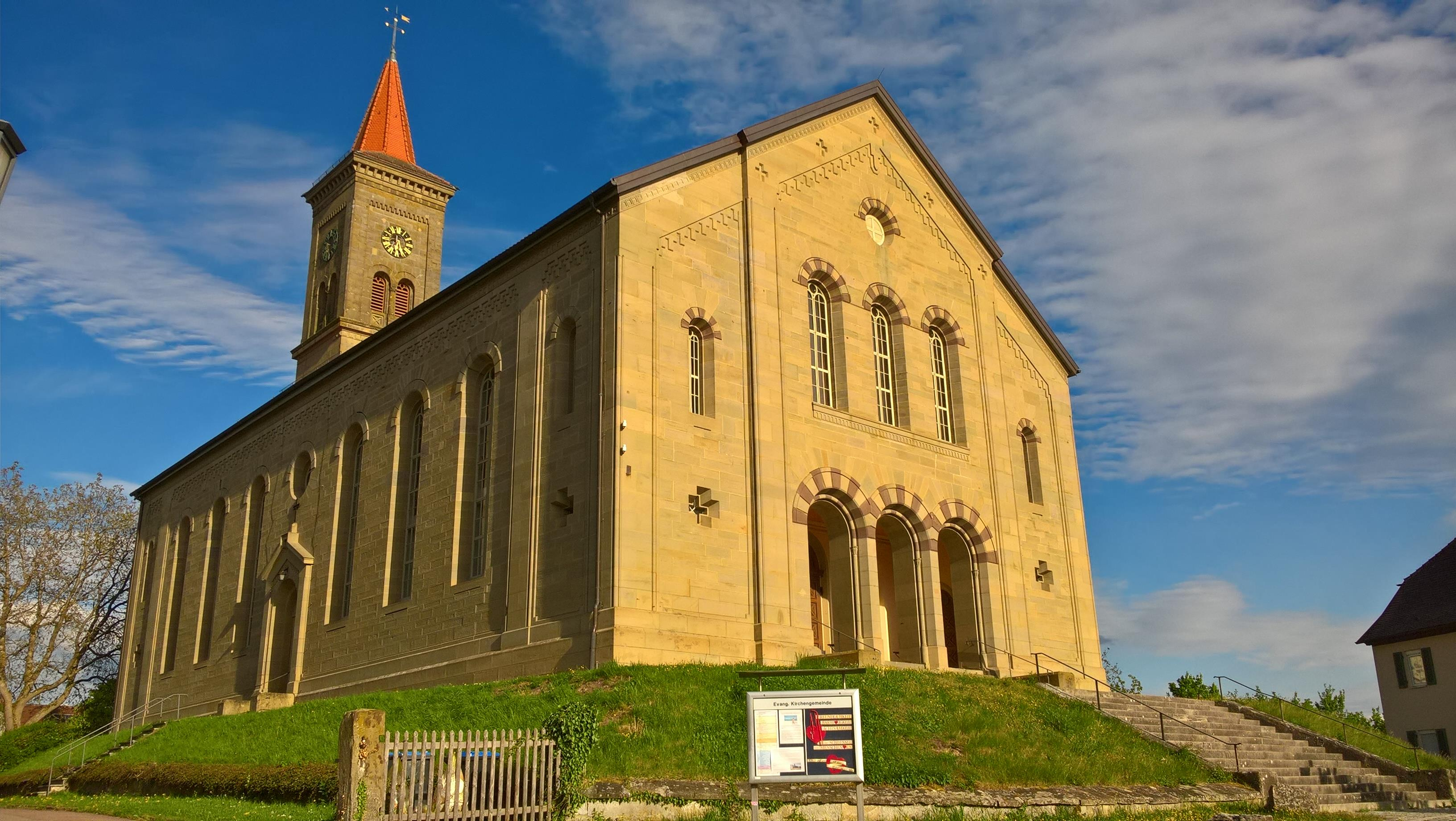
Martinskirche in Westheim

Die Kirchengemeinde Westheim (ca. 2.100) umfasst die Ortsteile Westheim und Uttenhofen mit den zugehörigen Weilern (ohne Tullau, welches eine eigene Kirchengemeinde bildet, die zur Gesamtkirchengemeinde Steinbach gehört) der Gemeinde Rosengarten. Die Kirche St. Martin in dem heute zu Westheim gehörigen Berghof wurde 1285 erwähnt, ist aber wohl wesentlich älter. Sie war Pfarrkirche für ein weites Umland. Das Patronat schenkten die Herren von Westheim dem Kloster Murrhardt. Mit diesem kam es an Württemberg, welches 1535 die Reformation einführte. Der Pfarrer wurde aber wechselnd von Württemberg und der Reichsstadt Schwäbisch Hall eingesetzt. Ab 1630 versuchten Mönche aus Murrhardt die Gegenreformation durchzusetzen, scheiterten jedoch. Die heutige Kirche in Westheim wurde 1848 anstelle der Vorgängerkirche erbaut. In unmittelbarer Nähe befindet sich die Nikolauskapelle, die wohl schon um 1100 bestand, aber in ihrer heutigen Form um 1400 erbaut wurde. Sie besitzt einen kreuzrippengewölbten Altarraum.
Uttenhofen war stets Filiale von Westheim. Eine Kapelle, ab 1519 St. Sigismund, trug 1451 Matheis von Rinderbach von der Pfalz zu Lehen. Von dieser Kapelle ist nur der Chor erhalten, der seit 1965 als Denkmal für die Gefallenen der Kriege dient.
Mit Wirkung vom 7. September 2000 wurde der Wohnplatz „Barbenfeld“ der Kirchengemeinde Westheim abgetrennt und der Kirchengemeinde Tullau angegliedert.
Bis 1952 gehörten auch die Weiler Frankenberg und Seehölzle der Gemeinde Oberrot noch zur Kirchengemeinde Westheim. Durch Bekanntmachung des Oberkirchenrats vom 17. April 1952 wurden sie in den Kirchenbezirk Gaildorf umgegliedert und der Kirchengemeinde Oberrot zugeordnet.

## Archivquellen
- Bestand: Visitationsberichte.   Landeskirchliches Archiv Stuttgart. 1581–1822.   Signatur: A 1.
- Bestand: Kirchenvisitationsakten.   Hauptstaatsarchiv Stuttgart. ca. 1601–1840.   Signatur: A 281.
- Bestand: Ortsakten [mit Digitalisaten der Pfarrbeschreibungen und Pfarrberichte (darin u. a.: Chronik, Filialverhältnisse)].   Landeskirchliches Archiv Stuttgart. ca. 1550–1923.   Signatur: A 29.
- Bestand: Ortsakten [mit Digitalisaten der Pfarrberichte (darin u. a.: Filialverhältnisse)].   Landeskirchliches Archiv Stuttgart. ca. 1924–1966.   Signatur: A 129.
- Bestand: Ortsakten [mit Visitationsberichten].   Landeskirchliches Archiv Stuttgart. ca. 1967–1989.   Signatur: A 229.
- Archivgut: Dekanatsarchive.   Landeskirchliches Archiv Stuttgart.   Signatur: F-Bestände.
- Archivgut: Pfarrarchive.   Landeskirchliches Archiv Stuttgart.   Signatur: G-Bestände.